# Pedone (scacchi)

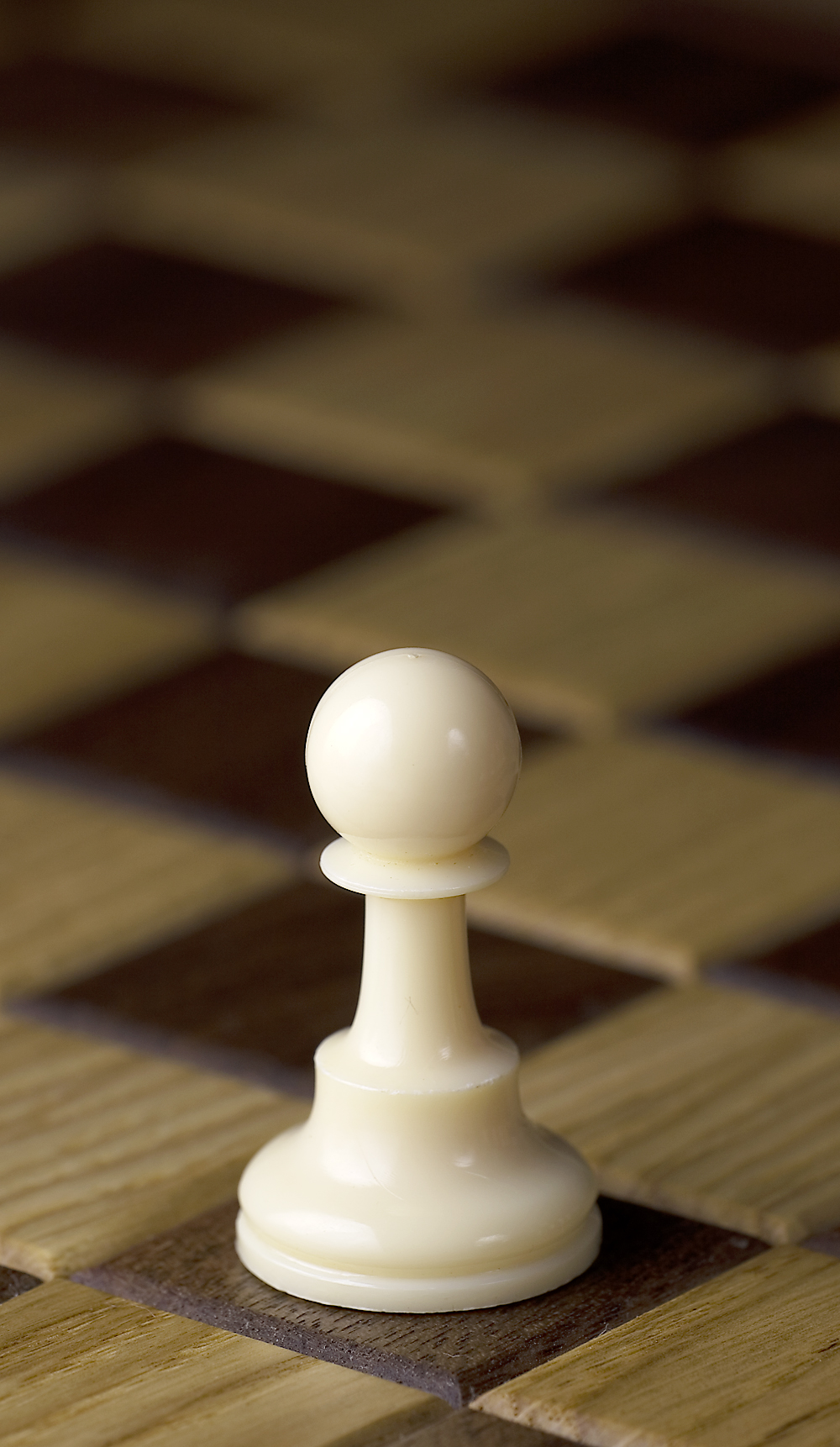
Un pedone bianco

Nel gioco degli scacchi il pedone (♙, ♟) è uno dei pezzi a disposizione dei giocatori.
È il pezzo più presente sulla scacchiera (ve ne sono otto per giocatore), e può essere paragonato alla fanteria di uno schieramento militare. Tradizionalmente, i pedoni vengono considerati come una categoria distinta da quella degli altri pezzi.

## Il movimento
|   | a | b | c | d | e | f | g | h |   |
| 8 | a7 pedone del nero · b7 pedone del nero · c7 pedone del nero · d7 pedone del nero · e7 pedone del nero · f7 pedone del nero · g7 pedone del nero · h7 pedone del nero · a2 pedone del bianco · b2 pedone del bianco · c2 pedone del bianco · d2 pedone del bianco · e2 pedone del bianco · f2 pedone del bianco · g2 pedone del bianco · h2 pedone del bianco | a7 pedone del nero · b7 pedone del nero · c7 pedone del nero · d7 pedone del nero · e7 pedone del nero · f7 pedone del nero · g7 pedone del nero · h7 pedone del nero · a2 pedone del bianco · b2 pedone del bianco · c2 pedone del bianco · d2 pedone del bianco · e2 pedone del bianco · f2 pedone del bianco · g2 pedone del bianco · h2 pedone del bianco | a7 pedone del nero · b7 pedone del nero · c7 pedone del nero · d7 pedone del nero · e7 pedone del nero · f7 pedone del nero · g7 pedone del nero · h7 pedone del nero · a2 pedone del bianco · b2 pedone del bianco · c2 pedone del bianco · d2 pedone del bianco · e2 pedone del bianco · f2 pedone del bianco · g2 pedone del bianco · h2 pedone del bianco | a7 pedone del nero · b7 pedone del nero · c7 pedone del nero · d7 pedone del nero · e7 pedone del nero · f7 pedone del nero · g7 pedone del nero · h7 pedone del nero · a2 pedone del bianco · b2 pedone del bianco · c2 pedone del bianco · d2 pedone del bianco · e2 pedone del bianco · f2 pedone del bianco · g2 pedone del bianco · h2 pedone del bianco | a7 pedone del nero · b7 pedone del nero · c7 pedone del nero · d7 pedone del nero · e7 pedone del nero · f7 pedone del nero · g7 pedone del nero · h7 pedone del nero · a2 pedone del bianco · b2 pedone del bianco · c2 pedone del bianco · d2 pedone del bianco · e2 pedone del bianco · f2 pedone del bianco · g2 pedone del bianco · h2 pedone del bianco | a7 pedone del nero · b7 pedone del nero · c7 pedone del nero · d7 pedone del nero · e7 pedone del nero · f7 pedone del nero · g7 pedone del nero · h7 pedone del nero · a2 pedone del bianco · b2 pedone del bianco · c2 pedone del bianco · d2 pedone del bianco · e2 pedone del bianco · f2 pedone del bianco · g2 pedone del bianco · h2 pedone del bianco | a7 pedone del nero · b7 pedone del nero · c7 pedone del nero · d7 pedone del nero · e7 pedone del nero · f7 pedone del nero · g7 pedone del nero · h7 pedone del nero · a2 pedone del bianco · b2 pedone del bianco · c2 pedone del bianco · d2 pedone del bianco · e2 pedone del bianco · f2 pedone del bianco · g2 pedone del bianco · h2 pedone del bianco | a7 pedone del nero · b7 pedone del nero · c7 pedone del nero · d7 pedone del nero · e7 pedone del nero · f7 pedone del nero · g7 pedone del nero · h7 pedone del nero · a2 pedone del bianco · b2 pedone del bianco · c2 pedone del bianco · d2 pedone del bianco · e2 pedone del bianco · f2 pedone del bianco · g2 pedone del bianco · h2 pedone del bianco | 8 |
| 7 | a7 pedone del nero · b7 pedone del nero · c7 pedone del nero · d7 pedone del nero · e7 pedone del nero · f7 pedone del nero · g7 pedone del nero · h7 pedone del nero · a2 pedone del bianco · b2 pedone del bianco · c2 pedone del bianco · d2 pedone del bianco · e2 pedone del bianco · f2 pedone del bianco · g2 pedone del bianco · h2 pedone del bianco | a7 pedone del nero · b7 pedone del nero · c7 pedone del nero · d7 pedone del nero · e7 pedone del nero · f7 pedone del nero · g7 pedone del nero · h7 pedone del nero · a2 pedone del bianco · b2 pedone del bianco · c2 pedone del bianco · d2 pedone del bianco · e2 pedone del bianco · f2 pedone del bianco · g2 pedone del bianco · h2 pedone del bianco | a7 pedone del nero · b7 pedone del nero · c7 pedone del nero · d7 pedone del nero · e7 pedone del nero · f7 pedone del nero · g7 pedone del nero · h7 pedone del nero · a2 pedone del bianco · b2 pedone del bianco · c2 pedone del bianco · d2 pedone del bianco · e2 pedone del bianco · f2 pedone del bianco · g2 pedone del bianco · h2 pedone del bianco | a7 pedone del nero · b7 pedone del nero · c7 pedone del nero · d7 pedone del nero · e7 pedone del nero · f7 pedone del nero · g7 pedone del nero · h7 pedone del nero · a2 pedone del bianco · b2 pedone del bianco · c2 pedone del bianco · d2 pedone del bianco · e2 pedone del bianco · f2 pedone del bianco · g2 pedone del bianco · h2 pedone del bianco | a7 pedone del nero · b7 pedone del nero · c7 pedone del nero · d7 pedone del nero · e7 pedone del nero · f7 pedone del nero · g7 pedone del nero · h7 pedone del nero · a2 pedone del bianco · b2 pedone del bianco · c2 pedone del bianco · d2 pedone del bianco · e2 pedone del bianco · f2 pedone del bianco · g2 pedone del bianco · h2 pedone del bianco | a7 pedone del nero · b7 pedone del nero · c7 pedone del nero · d7 pedone del nero · e7 pedone del nero · f7 pedone del nero · g7 pedone del nero · h7 pedone del nero · a2 pedone del bianco · b2 pedone del bianco · c2 pedone del bianco · d2 pedone del bianco · e2 pedone del bianco · f2 pedone del bianco · g2 pedone del bianco · h2 pedone del bianco | a7 pedone del nero · b7 pedone del nero · c7 pedone del nero · d7 pedone del nero · e7 pedone del nero · f7 pedone del nero · g7 pedone del nero · h7 pedone del nero · a2 pedone del bianco · b2 pedone del bianco · c2 pedone del bianco · d2 pedone del bianco · e2 pedone del bianco · f2 pedone del bianco · g2 pedone del bianco · h2 pedone del bianco | a7 pedone del nero · b7 pedone del nero · c7 pedone del nero · d7 pedone del nero · e7 pedone del nero · f7 pedone del nero · g7 pedone del nero · h7 pedone del nero · a2 pedone del bianco · b2 pedone del bianco · c2 pedone del bianco · d2 pedone del bianco · e2 pedone del bianco · f2 pedone del bianco · g2 pedone del bianco · h2 pedone del bianco | 7 |
| 6 | a7 pedone del nero · b7 pedone del nero · c7 pedone del nero · d7 pedone del nero · e7 pedone del nero · f7 pedone del nero · g7 pedone del nero · h7 pedone del nero · a2 pedone del bianco · b2 pedone del bianco · c2 pedone del bianco · d2 pedone del bianco · e2 pedone del bianco · f2 pedone del bianco · g2 pedone del bianco · h2 pedone del bianco | a7 pedone del nero · b7 pedone del nero · c7 pedone del nero · d7 pedone del nero · e7 pedone del nero · f7 pedone del nero · g7 pedone del nero · h7 pedone del nero · a2 pedone del bianco · b2 pedone del bianco · c2 pedone del bianco · d2 pedone del bianco · e2 pedone del bianco · f2 pedone del bianco · g2 pedone del bianco · h2 pedone del bianco | a7 pedone del nero · b7 pedone del nero · c7 pedone del nero · d7 pedone del nero · e7 pedone del nero · f7 pedone del nero · g7 pedone del nero · h7 pedone del nero · a2 pedone del bianco · b2 pedone del bianco · c2 pedone del bianco · d2 pedone del bianco · e2 pedone del bianco · f2 pedone del bianco · g2 pedone del bianco · h2 pedone del bianco | a7 pedone del nero · b7 pedone del nero · c7 pedone del nero · d7 pedone del nero · e7 pedone del nero · f7 pedone del nero · g7 pedone del nero · h7 pedone del nero · a2 pedone del bianco · b2 pedone del bianco · c2 pedone del bianco · d2 pedone del bianco · e2 pedone del bianco · f2 pedone del bianco · g2 pedone del bianco · h2 pedone del bianco | a7 pedone del nero · b7 pedone del nero · c7 pedone del nero · d7 pedone del nero · e7 pedone del nero · f7 pedone del nero · g7 pedone del nero · h7 pedone del nero · a2 pedone del bianco · b2 pedone del bianco · c2 pedone del bianco · d2 pedone del bianco · e2 pedone del bianco · f2 pedone del bianco · g2 pedone del bianco · h2 pedone del bianco | a7 pedone del nero · b7 pedone del nero · c7 pedone del nero · d7 pedone del nero · e7 pedone del nero · f7 pedone del nero · g7 pedone del nero · h7 pedone del nero · a2 pedone del bianco · b2 pedone del bianco · c2 pedone del bianco · d2 pedone del bianco · e2 pedone del bianco · f2 pedone del bianco · g2 pedone del bianco · h2 pedone del bianco | a7 pedone del nero · b7 pedone del nero · c7 pedone del nero · d7 pedone del nero · e7 pedone del nero · f7 pedone del nero · g7 pedone del nero · h7 pedone del nero · a2 pedone del bianco · b2 pedone del bianco · c2 pedone del bianco · d2 pedone del bianco · e2 pedone del bianco · f2 pedone del bianco · g2 pedone del bianco · h2 pedone del bianco | a7 pedone del nero · b7 pedone del nero · c7 pedone del nero · d7 pedone del nero · e7 pedone del nero · f7 pedone del nero · g7 pedone del nero · h7 pedone del nero · a2 pedone del bianco · b2 pedone del bianco · c2 pedone del bianco · d2 pedone del bianco · e2 pedone del bianco · f2 pedone del bianco · g2 pedone del bianco · h2 pedone del bianco | 6 |
| 5 | a7 pedone del nero · b7 pedone del nero · c7 pedone del nero · d7 pedone del nero · e7 pedone del nero · f7 pedone del nero · g7 pedone del nero · h7 pedone del nero · a2 pedone del bianco · b2 pedone del bianco · c2 pedone del bianco · d2 pedone del bianco · e2 pedone del bianco · f2 pedone del bianco · g2 pedone del bianco · h2 pedone del bianco | a7 pedone del nero · b7 pedone del nero · c7 pedone del nero · d7 pedone del nero · e7 pedone del nero · f7 pedone del nero · g7 pedone del nero · h7 pedone del nero · a2 pedone del bianco · b2 pedone del bianco · c2 pedone del bianco · d2 pedone del bianco · e2 pedone del bianco · f2 pedone del bianco · g2 pedone del bianco · h2 pedone del bianco | a7 pedone del nero · b7 pedone del nero · c7 pedone del nero · d7 pedone del nero · e7 pedone del nero · f7 pedone del nero · g7 pedone del nero · h7 pedone del nero · a2 pedone del bianco · b2 pedone del bianco · c2 pedone del bianco · d2 pedone del bianco · e2 pedone del bianco · f2 pedone del bianco · g2 pedone del bianco · h2 pedone del bianco | a7 pedone del nero · b7 pedone del nero · c7 pedone del nero · d7 pedone del nero · e7 pedone del nero · f7 pedone del nero · g7 pedone del nero · h7 pedone del nero · a2 pedone del bianco · b2 pedone del bianco · c2 pedone del bianco · d2 pedone del bianco · e2 pedone del bianco · f2 pedone del bianco · g2 pedone del bianco · h2 pedone del bianco | a7 pedone del nero · b7 pedone del nero · c7 pedone del nero · d7 pedone del nero · e7 pedone del nero · f7 pedone del nero · g7 pedone del nero · h7 pedone del nero · a2 pedone del bianco · b2 pedone del bianco · c2 pedone del bianco · d2 pedone del bianco · e2 pedone del bianco · f2 pedone del bianco · g2 pedone del bianco · h2 pedone del bianco | a7 pedone del nero · b7 pedone del nero · c7 pedone del nero · d7 pedone del nero · e7 pedone del nero · f7 pedone del nero · g7 pedone del nero · h7 pedone del nero · a2 pedone del bianco · b2 pedone del bianco · c2 pedone del bianco · d2 pedone del bianco · e2 pedone del bianco · f2 pedone del bianco · g2 pedone del bianco · h2 pedone del bianco | a7 pedone del nero · b7 pedone del nero · c7 pedone del nero · d7 pedone del nero · e7 pedone del nero · f7 pedone del nero · g7 pedone del nero · h7 pedone del nero · a2 pedone del bianco · b2 pedone del bianco · c2 pedone del bianco · d2 pedone del bianco · e2 pedone del bianco · f2 pedone del bianco · g2 pedone del bianco · h2 pedone del bianco | a7 pedone del nero · b7 pedone del nero · c7 pedone del nero · d7 pedone del nero · e7 pedone del nero · f7 pedone del nero · g7 pedone del nero · h7 pedone del nero · a2 pedone del bianco · b2 pedone del bianco · c2 pedone del bianco · d2 pedone del bianco · e2 pedone del bianco · f2 pedone del bianco · g2 pedone del bianco · h2 pedone del bianco | 5 |
| 4 | a7 pedone del nero · b7 pedone del nero · c7 pedone del nero · d7 pedone del nero · e7 pedone del nero · f7 pedone del nero · g7 pedone del nero · h7 pedone del nero · a2 pedone del bianco · b2 pedone del bianco · c2 pedone del bianco · d2 pedone del bianco · e2 pedone del bianco · f2 pedone del bianco · g2 pedone del bianco · h2 pedone del bianco | a7 pedone del nero · b7 pedone del nero · c7 pedone del nero · d7 pedone del nero · e7 pedone del nero · f7 pedone del nero · g7 pedone del nero · h7 pedone del nero · a2 pedone del bianco · b2 pedone del bianco · c2 pedone del bianco · d2 pedone del bianco · e2 pedone del bianco · f2 pedone del bianco · g2 pedone del bianco · h2 pedone del bianco | a7 pedone del nero · b7 pedone del nero · c7 pedone del nero · d7 pedone del nero · e7 pedone del nero · f7 pedone del nero · g7 pedone del nero · h7 pedone del nero · a2 pedone del bianco · b2 pedone del bianco · c2 pedone del bianco · d2 pedone del bianco · e2 pedone del bianco · f2 pedone del bianco · g2 pedone del bianco · h2 pedone del bianco | a7 pedone del nero · b7 pedone del nero · c7 pedone del nero · d7 pedone del nero · e7 pedone del nero · f7 pedone del nero · g7 pedone del nero · h7 pedone del nero · a2 pedone del bianco · b2 pedone del bianco · c2 pedone del bianco · d2 pedone del bianco · e2 pedone del bianco · f2 pedone del bianco · g2 pedone del bianco · h2 pedone del bianco | a7 pedone del nero · b7 pedone del nero · c7 pedone del nero · d7 pedone del nero · e7 pedone del nero · f7 pedone del nero · g7 pedone del nero · h7 pedone del nero · a2 pedone del bianco · b2 pedone del bianco · c2 pedone del bianco · d2 pedone del bianco · e2 pedone del bianco · f2 pedone del bianco · g2 pedone del bianco · h2 pedone del bianco | a7 pedone del nero · b7 pedone del nero · c7 pedone del nero · d7 pedone del nero · e7 pedone del nero · f7 pedone del nero · g7 pedone del nero · h7 pedone del nero · a2 pedone del bianco · b2 pedone del bianco · c2 pedone del bianco · d2 pedone del bianco · e2 pedone del bianco · f2 pedone del bianco · g2 pedone del bianco · h2 pedone del bianco | a7 pedone del nero · b7 pedone del nero · c7 pedone del nero · d7 pedone del nero · e7 pedone del nero · f7 pedone del nero · g7 pedone del nero · h7 pedone del nero · a2 pedone del bianco · b2 pedone del bianco · c2 pedone del bianco · d2 pedone del bianco · e2 pedone del bianco · f2 pedone del bianco · g2 pedone del bianco · h2 pedone del bianco | a7 pedone del nero · b7 pedone del nero · c7 pedone del nero · d7 pedone del nero · e7 pedone del nero · f7 pedone del nero · g7 pedone del nero · h7 pedone del nero · a2 pedone del bianco · b2 pedone del bianco · c2 pedone del bianco · d2 pedone del bianco · e2 pedone del bianco · f2 pedone del bianco · g2 pedone del bianco · h2 pedone del bianco | 4 |
| 3 | a7 pedone del nero · b7 pedone del nero · c7 pedone del nero · d7 pedone del nero · e7 pedone del nero · f7 pedone del nero · g7 pedone del nero · h7 pedone del nero · a2 pedone del bianco · b2 pedone del bianco · c2 pedone del bianco · d2 pedone del bianco · e2 pedone del bianco · f2 pedone del bianco · g2 pedone del bianco · h2 pedone del bianco | a7 pedone del nero · b7 pedone del nero · c7 pedone del nero · d7 pedone del nero · e7 pedone del nero · f7 pedone del nero · g7 pedone del nero · h7 pedone del nero · a2 pedone del bianco · b2 pedone del bianco · c2 pedone del bianco · d2 pedone del bianco · e2 pedone del bianco · f2 pedone del bianco · g2 pedone del bianco · h2 pedone del bianco | a7 pedone del nero · b7 pedone del nero · c7 pedone del nero · d7 pedone del nero · e7 pedone del nero · f7 pedone del nero · g7 pedone del nero · h7 pedone del nero · a2 pedone del bianco · b2 pedone del bianco · c2 pedone del bianco · d2 pedone del bianco · e2 pedone del bianco · f2 pedone del bianco · g2 pedone del bianco · h2 pedone del bianco | a7 pedone del nero · b7 pedone del nero · c7 pedone del nero · d7 pedone del nero · e7 pedone del nero · f7 pedone del nero · g7 pedone del nero · h7 pedone del nero · a2 pedone del bianco · b2 pedone del bianco · c2 pedone del bianco · d2 pedone del bianco · e2 pedone del bianco · f2 pedone del bianco · g2 pedone del bianco · h2 pedone del bianco | a7 pedone del nero · b7 pedone del nero · c7 pedone del nero · d7 pedone del nero · e7 pedone del nero · f7 pedone del nero · g7 pedone del nero · h7 pedone del nero · a2 pedone del bianco · b2 pedone del bianco · c2 pedone del bianco · d2 pedone del bianco · e2 pedone del bianco · f2 pedone del bianco · g2 pedone del bianco · h2 pedone del bianco | a7 pedone del nero · b7 pedone del nero · c7 pedone del nero · d7 pedone del nero · e7 pedone del nero · f7 pedone del nero · g7 pedone del nero · h7 pedone del nero · a2 pedone del bianco · b2 pedone del bianco · c2 pedone del bianco · d2 pedone del bianco · e2 pedone del bianco · f2 pedone del bianco · g2 pedone del bianco · h2 pedone del bianco | a7 pedone del nero · b7 pedone del nero · c7 pedone del nero · d7 pedone del nero · e7 pedone del nero · f7 pedone del nero · g7 pedone del nero · h7 pedone del nero · a2 pedone del bianco · b2 pedone del bianco · c2 pedone del bianco · d2 pedone del bianco · e2 pedone del bianco · f2 pedone del bianco · g2 pedone del bianco · h2 pedone del bianco | a7 pedone del nero · b7 pedone del nero · c7 pedone del nero · d7 pedone del nero · e7 pedone del nero · f7 pedone del nero · g7 pedone del nero · h7 pedone del nero · a2 pedone del bianco · b2 pedone del bianco · c2 pedone del bianco · d2 pedone del bianco · e2 pedone del bianco · f2 pedone del bianco · g2 pedone del bianco · h2 pedone del bianco | 3 |
| 2 | a7 pedone del nero · b7 pedone del nero · c7 pedone del nero · d7 pedone del nero · e7 pedone del nero · f7 pedone del nero · g7 pedone del nero · h7 pedone del nero · a2 pedone del bianco · b2 pedone del bianco · c2 pedone del bianco · d2 pedone del bianco · e2 pedone del bianco · f2 pedone del bianco · g2 pedone del bianco · h2 pedone del bianco | a7 pedone del nero · b7 pedone del nero · c7 pedone del nero · d7 pedone del nero · e7 pedone del nero · f7 pedone del nero · g7 pedone del nero · h7 pedone del nero · a2 pedone del bianco · b2 pedone del bianco · c2 pedone del bianco · d2 pedone del bianco · e2 pedone del bianco · f2 pedone del bianco · g2 pedone del bianco · h2 pedone del bianco | a7 pedone del nero · b7 pedone del nero · c7 pedone del nero · d7 pedone del nero · e7 pedone del nero · f7 pedone del nero · g7 pedone del nero · h7 pedone del nero · a2 pedone del bianco · b2 pedone del bianco · c2 pedone del bianco · d2 pedone del bianco · e2 pedone del bianco · f2 pedone del bianco · g2 pedone del bianco · h2 pedone del bianco | a7 pedone del nero · b7 pedone del nero · c7 pedone del nero · d7 pedone del nero · e7 pedone del nero · f7 pedone del nero · g7 pedone del nero · h7 pedone del nero · a2 pedone del bianco · b2 pedone del bianco · c2 pedone del bianco · d2 pedone del bianco · e2 pedone del bianco · f2 pedone del bianco · g2 pedone del bianco · h2 pedone del bianco | a7 pedone del nero · b7 pedone del nero · c7 pedone del nero · d7 pedone del nero · e7 pedone del nero · f7 pedone del nero · g7 pedone del nero · h7 pedone del nero · a2 pedone del bianco · b2 pedone del bianco · c2 pedone del bianco · d2 pedone del bianco · e2 pedone del bianco · f2 pedone del bianco · g2 pedone del bianco · h2 pedone del bianco | a7 pedone del nero · b7 pedone del nero · c7 pedone del nero · d7 pedone del nero · e7 pedone del nero · f7 pedone del nero · g7 pedone del nero · h7 pedone del nero · a2 pedone del bianco · b2 pedone del bianco · c2 pedone del bianco · d2 pedone del bianco · e2 pedone del bianco · f2 pedone del bianco · g2 pedone del bianco · h2 pedone del bianco | a7 pedone del nero · b7 pedone del nero · c7 pedone del nero · d7 pedone del nero · e7 pedone del nero · f7 pedone del nero · g7 pedone del nero · h7 pedone del nero · a2 pedone del bianco · b2 pedone del bianco · c2 pedone del bianco · d2 pedone del bianco · e2 pedone del bianco · f2 pedone del bianco · g2 pedone del bianco · h2 pedone del bianco | a7 pedone del nero · b7 pedone del nero · c7 pedone del nero · d7 pedone del nero · e7 pedone del nero · f7 pedone del nero · g7 pedone del nero · h7 pedone del nero · a2 pedone del bianco · b2 pedone del bianco · c2 pedone del bianco · d2 pedone del bianco · e2 pedone del bianco · f2 pedone del bianco · g2 pedone del bianco · h2 pedone del bianco | 2 |
| 1 | a7 pedone del nero · b7 pedone del nero · c7 pedone del nero · d7 pedone del nero · e7 pedone del nero · f7 pedone del nero · g7 pedone del nero · h7 pedone del nero · a2 pedone del bianco · b2 pedone del bianco · c2 pedone del bianco · d2 pedone del bianco · e2 pedone del bianco · f2 pedone del bianco · g2 pedone del bianco · h2 pedone del bianco | a7 pedone del nero · b7 pedone del nero · c7 pedone del nero · d7 pedone del nero · e7 pedone del nero · f7 pedone del nero · g7 pedone del nero · h7 pedone del nero · a2 pedone del bianco · b2 pedone del bianco · c2 pedone del bianco · d2 pedone del bianco · e2 pedone del bianco · f2 pedone del bianco · g2 pedone del bianco · h2 pedone del bianco | a7 pedone del nero · b7 pedone del nero · c7 pedone del nero · d7 pedone del nero · e7 pedone del nero · f7 pedone del nero · g7 pedone del nero · h7 pedone del nero · a2 pedone del bianco · b2 pedone del bianco · c2 pedone del bianco · d2 pedone del bianco · e2 pedone del bianco · f2 pedone del bianco · g2 pedone del bianco · h2 pedone del bianco | a7 pedone del nero · b7 pedone del nero · c7 pedone del nero · d7 pedone del nero · e7 pedone del nero · f7 pedone del nero · g7 pedone del nero · h7 pedone del nero · a2 pedone del bianco · b2 pedone del bianco · c2 pedone del bianco · d2 pedone del bianco · e2 pedone del bianco · f2 pedone del bianco · g2 pedone del bianco · h2 pedone del bianco | a7 pedone del nero · b7 pedone del nero · c7 pedone del nero · d7 pedone del nero · e7 pedone del nero · f7 pedone del nero · g7 pedone del nero · h7 pedone del nero · a2 pedone del bianco · b2 pedone del bianco · c2 pedone del bianco · d2 pedone del bianco · e2 pedone del bianco · f2 pedone del bianco · g2 pedone del bianco · h2 pedone del bianco | a7 pedone del nero · b7 pedone del nero · c7 pedone del nero · d7 pedone del nero · e7 pedone del nero · f7 pedone del nero · g7 pedone del nero · h7 pedone del nero · a2 pedone del bianco · b2 pedone del bianco · c2 pedone del bianco · d2 pedone del bianco · e2 pedone del bianco · f2 pedone del bianco · g2 pedone del bianco · h2 pedone del bianco | a7 pedone del nero · b7 pedone del nero · c7 pedone del nero · d7 pedone del nero · e7 pedone del nero · f7 pedone del nero · g7 pedone del nero · h7 pedone del nero · a2 pedone del bianco · b2 pedone del bianco · c2 pedone del bianco · d2 pedone del bianco · e2 pedone del bianco · f2 pedone del bianco · g2 pedone del bianco · h2 pedone del bianco | a7 pedone del nero · b7 pedone del nero · c7 pedone del nero · d7 pedone del nero · e7 pedone del nero · f7 pedone del nero · g7 pedone del nero · h7 pedone del nero · a2 pedone del bianco · b2 pedone del bianco · c2 pedone del bianco · d2 pedone del bianco · e2 pedone del bianco · f2 pedone del bianco · g2 pedone del bianco · h2 pedone del bianco | 1 |
|   | a | b | c | d | e | f | g | h |   |

|   | a | b | c | d | e | f | g | h |   |
| 8 | c5 cerchio bianco · c4 pedone del bianco · e4 cerchio bianco · e3 cerchio bianco · e2 pedone del bianco | c5 cerchio bianco · c4 pedone del bianco · e4 cerchio bianco · e3 cerchio bianco · e2 pedone del bianco | c5 cerchio bianco · c4 pedone del bianco · e4 cerchio bianco · e3 cerchio bianco · e2 pedone del bianco | c5 cerchio bianco · c4 pedone del bianco · e4 cerchio bianco · e3 cerchio bianco · e2 pedone del bianco | c5 cerchio bianco · c4 pedone del bianco · e4 cerchio bianco · e3 cerchio bianco · e2 pedone del bianco | c5 cerchio bianco · c4 pedone del bianco · e4 cerchio bianco · e3 cerchio bianco · e2 pedone del bianco | c5 cerchio bianco · c4 pedone del bianco · e4 cerchio bianco · e3 cerchio bianco · e2 pedone del bianco | c5 cerchio bianco · c4 pedone del bianco · e4 cerchio bianco · e3 cerchio bianco · e2 pedone del bianco | 8 |
| 7 | c5 cerchio bianco · c4 pedone del bianco · e4 cerchio bianco · e3 cerchio bianco · e2 pedone del bianco | c5 cerchio bianco · c4 pedone del bianco · e4 cerchio bianco · e3 cerchio bianco · e2 pedone del bianco | c5 cerchio bianco · c4 pedone del bianco · e4 cerchio bianco · e3 cerchio bianco · e2 pedone del bianco | c5 cerchio bianco · c4 pedone del bianco · e4 cerchio bianco · e3 cerchio bianco · e2 pedone del bianco | c5 cerchio bianco · c4 pedone del bianco · e4 cerchio bianco · e3 cerchio bianco · e2 pedone del bianco | c5 cerchio bianco · c4 pedone del bianco · e4 cerchio bianco · e3 cerchio bianco · e2 pedone del bianco | c5 cerchio bianco · c4 pedone del bianco · e4 cerchio bianco · e3 cerchio bianco · e2 pedone del bianco | c5 cerchio bianco · c4 pedone del bianco · e4 cerchio bianco · e3 cerchio bianco · e2 pedone del bianco | 7 |
| 6 | c5 cerchio bianco · c4 pedone del bianco · e4 cerchio bianco · e3 cerchio bianco · e2 pedone del bianco | c5 cerchio bianco · c4 pedone del bianco · e4 cerchio bianco · e3 cerchio bianco · e2 pedone del bianco | c5 cerchio bianco · c4 pedone del bianco · e4 cerchio bianco · e3 cerchio bianco · e2 pedone del bianco | c5 cerchio bianco · c4 pedone del bianco · e4 cerchio bianco · e3 cerchio bianco · e2 pedone del bianco | c5 cerchio bianco · c4 pedone del bianco · e4 cerchio bianco · e3 cerchio bianco · e2 pedone del bianco | c5 cerchio bianco · c4 pedone del bianco · e4 cerchio bianco · e3 cerchio bianco · e2 pedone del bianco | c5 cerchio bianco · c4 pedone del bianco · e4 cerchio bianco · e3 cerchio bianco · e2 pedone del bianco | c5 cerchio bianco · c4 pedone del bianco · e4 cerchio bianco · e3 cerchio bianco · e2 pedone del bianco | 6 |
| 5 | c5 cerchio bianco · c4 pedone del bianco · e4 cerchio bianco · e3 cerchio bianco · e2 pedone del bianco | c5 cerchio bianco · c4 pedone del bianco · e4 cerchio bianco · e3 cerchio bianco · e2 pedone del bianco | c5 cerchio bianco · c4 pedone del bianco · e4 cerchio bianco · e3 cerchio bianco · e2 pedone del bianco | c5 cerchio bianco · c4 pedone del bianco · e4 cerchio bianco · e3 cerchio bianco · e2 pedone del bianco | c5 cerchio bianco · c4 pedone del bianco · e4 cerchio bianco · e3 cerchio bianco · e2 pedone del bianco | c5 cerchio bianco · c4 pedone del bianco · e4 cerchio bianco · e3 cerchio bianco · e2 pedone del bianco | c5 cerchio bianco · c4 pedone del bianco · e4 cerchio bianco · e3 cerchio bianco · e2 pedone del bianco | c5 cerchio bianco · c4 pedone del bianco · e4 cerchio bianco · e3 cerchio bianco · e2 pedone del bianco | 5 |
| 4 | c5 cerchio bianco · c4 pedone del bianco · e4 cerchio bianco · e3 cerchio bianco · e2 pedone del bianco | c5 cerchio bianco · c4 pedone del bianco · e4 cerchio bianco · e3 cerchio bianco · e2 pedone del bianco | c5 cerchio bianco · c4 pedone del bianco · e4 cerchio bianco · e3 cerchio bianco · e2 pedone del bianco | c5 cerchio bianco · c4 pedone del bianco · e4 cerchio bianco · e3 cerchio bianco · e2 pedone del bianco | c5 cerchio bianco · c4 pedone del bianco · e4 cerchio bianco · e3 cerchio bianco · e2 pedone del bianco | c5 cerchio bianco · c4 pedone del bianco · e4 cerchio bianco · e3 cerchio bianco · e2 pedone del bianco | c5 cerchio bianco · c4 pedone del bianco · e4 cerchio bianco · e3 cerchio bianco · e2 pedone del bianco | c5 cerchio bianco · c4 pedone del bianco · e4 cerchio bianco · e3 cerchio bianco · e2 pedone del bianco | 4 |
| 3 | c5 cerchio bianco · c4 pedone del bianco · e4 cerchio bianco · e3 cerchio bianco · e2 pedone del bianco | c5 cerchio bianco · c4 pedone del bianco · e4 cerchio bianco · e3 cerchio bianco · e2 pedone del bianco | c5 cerchio bianco · c4 pedone del bianco · e4 cerchio bianco · e3 cerchio bianco · e2 pedone del bianco | c5 cerchio bianco · c4 pedone del bianco · e4 cerchio bianco · e3 cerchio bianco · e2 pedone del bianco | c5 cerchio bianco · c4 pedone del bianco · e4 cerchio bianco · e3 cerchio bianco · e2 pedone del bianco | c5 cerchio bianco · c4 pedone del bianco · e4 cerchio bianco · e3 cerchio bianco · e2 pedone del bianco | c5 cerchio bianco · c4 pedone del bianco · e4 cerchio bianco · e3 cerchio bianco · e2 pedone del bianco | c5 cerchio bianco · c4 pedone del bianco · e4 cerchio bianco · e3 cerchio bianco · e2 pedone del bianco | 3 |
| 2 | c5 cerchio bianco · c4 pedone del bianco · e4 cerchio bianco · e3 cerchio bianco · e2 pedone del bianco | c5 cerchio bianco · c4 pedone del bianco · e4 cerchio bianco · e3 cerchio bianco · e2 pedone del bianco | c5 cerchio bianco · c4 pedone del bianco · e4 cerchio bianco · e3 cerchio bianco · e2 pedone del bianco | c5 cerchio bianco · c4 pedone del bianco · e4 cerchio bianco · e3 cerchio bianco · e2 pedone del bianco | c5 cerchio bianco · c4 pedone del bianco · e4 cerchio bianco · e3 cerchio bianco · e2 pedone del bianco | c5 cerchio bianco · c4 pedone del bianco · e4 cerchio bianco · e3 cerchio bianco · e2 pedone del bianco | c5 cerchio bianco · c4 pedone del bianco · e4 cerchio bianco · e3 cerchio bianco · e2 pedone del bianco | c5 cerchio bianco · c4 pedone del bianco · e4 cerchio bianco · e3 cerchio bianco · e2 pedone del bianco | 2 |
| 1 | c5 cerchio bianco · c4 pedone del bianco · e4 cerchio bianco · e3 cerchio bianco · e2 pedone del bianco | c5 cerchio bianco · c4 pedone del bianco · e4 cerchio bianco · e3 cerchio bianco · e2 pedone del bianco | c5 cerchio bianco · c4 pedone del bianco · e4 cerchio bianco · e3 cerchio bianco · e2 pedone del bianco | c5 cerchio bianco · c4 pedone del bianco · e4 cerchio bianco · e3 cerchio bianco · e2 pedone del bianco | c5 cerchio bianco · c4 pedone del bianco · e4 cerchio bianco · e3 cerchio bianco · e2 pedone del bianco | c5 cerchio bianco · c4 pedone del bianco · e4 cerchio bianco · e3 cerchio bianco · e2 pedone del bianco | c5 cerchio bianco · c4 pedone del bianco · e4 cerchio bianco · e3 cerchio bianco · e2 pedone del bianco | c5 cerchio bianco · c4 pedone del bianco · e4 cerchio bianco · e3 cerchio bianco · e2 pedone del bianco | 1 |
|   | a | b | c | d | e | f | g | h |   |

La partita inizia con 16 pedoni, otto per colore, posizionati davanti agli altri pezzi del proprio colore nelle case indicate in notazione algebrica da a2 a h2 e da a7 a h7.
Il pedone può muoversi solo di una casa alla volta in avanti, ad eccezione di quando si muove per la prima volta dalla posizione iniziale, caso in cui può avanzare di una oppure di due case a discrezione del giocatore. Può catturare i pezzi avversari che si trovano in una delle due caselle oblique a lui adiacenti (a eccezione della presa en passant): è quindi l'unico pezzo che mangia in modo diverso dal proprio normale movimento. Se un pedone riesce ad avanzare fino a raggiungere il lato opposto della scacchiera, il suo proprietario lo deve promuovere, ovvero sostituirne il ruolo con quello di un qualsiasi altro pezzo a sua scelta dello stesso colore ad eccezione del re.
Come mostrato dai diagrammi riportati sotto, il pedone può catturare ogni pezzo (donna, alfiere, cavallo, torre e altri pedoni).
|   | a | b | c | d | e | f | g | h |   |
| 8 | b5 torre del nero · c5 cerchio bianco · c4 pedone del bianco · e4 cerchio bianco · e3 cerchio bianco · f3 alfiere del nero · e2 pedone del bianco | b5 torre del nero · c5 cerchio bianco · c4 pedone del bianco · e4 cerchio bianco · e3 cerchio bianco · f3 alfiere del nero · e2 pedone del bianco | b5 torre del nero · c5 cerchio bianco · c4 pedone del bianco · e4 cerchio bianco · e3 cerchio bianco · f3 alfiere del nero · e2 pedone del bianco | b5 torre del nero · c5 cerchio bianco · c4 pedone del bianco · e4 cerchio bianco · e3 cerchio bianco · f3 alfiere del nero · e2 pedone del bianco | b5 torre del nero · c5 cerchio bianco · c4 pedone del bianco · e4 cerchio bianco · e3 cerchio bianco · f3 alfiere del nero · e2 pedone del bianco | b5 torre del nero · c5 cerchio bianco · c4 pedone del bianco · e4 cerchio bianco · e3 cerchio bianco · f3 alfiere del nero · e2 pedone del bianco | b5 torre del nero · c5 cerchio bianco · c4 pedone del bianco · e4 cerchio bianco · e3 cerchio bianco · f3 alfiere del nero · e2 pedone del bianco | b5 torre del nero · c5 cerchio bianco · c4 pedone del bianco · e4 cerchio bianco · e3 cerchio bianco · f3 alfiere del nero · e2 pedone del bianco | 8 |
| 7 | b5 torre del nero · c5 cerchio bianco · c4 pedone del bianco · e4 cerchio bianco · e3 cerchio bianco · f3 alfiere del nero · e2 pedone del bianco | b5 torre del nero · c5 cerchio bianco · c4 pedone del bianco · e4 cerchio bianco · e3 cerchio bianco · f3 alfiere del nero · e2 pedone del bianco | b5 torre del nero · c5 cerchio bianco · c4 pedone del bianco · e4 cerchio bianco · e3 cerchio bianco · f3 alfiere del nero · e2 pedone del bianco | b5 torre del nero · c5 cerchio bianco · c4 pedone del bianco · e4 cerchio bianco · e3 cerchio bianco · f3 alfiere del nero · e2 pedone del bianco | b5 torre del nero · c5 cerchio bianco · c4 pedone del bianco · e4 cerchio bianco · e3 cerchio bianco · f3 alfiere del nero · e2 pedone del bianco | b5 torre del nero · c5 cerchio bianco · c4 pedone del bianco · e4 cerchio bianco · e3 cerchio bianco · f3 alfiere del nero · e2 pedone del bianco | b5 torre del nero · c5 cerchio bianco · c4 pedone del bianco · e4 cerchio bianco · e3 cerchio bianco · f3 alfiere del nero · e2 pedone del bianco | b5 torre del nero · c5 cerchio bianco · c4 pedone del bianco · e4 cerchio bianco · e3 cerchio bianco · f3 alfiere del nero · e2 pedone del bianco | 7 |
| 6 | b5 torre del nero · c5 cerchio bianco · c4 pedone del bianco · e4 cerchio bianco · e3 cerchio bianco · f3 alfiere del nero · e2 pedone del bianco | b5 torre del nero · c5 cerchio bianco · c4 pedone del bianco · e4 cerchio bianco · e3 cerchio bianco · f3 alfiere del nero · e2 pedone del bianco | b5 torre del nero · c5 cerchio bianco · c4 pedone del bianco · e4 cerchio bianco · e3 cerchio bianco · f3 alfiere del nero · e2 pedone del bianco | b5 torre del nero · c5 cerchio bianco · c4 pedone del bianco · e4 cerchio bianco · e3 cerchio bianco · f3 alfiere del nero · e2 pedone del bianco | b5 torre del nero · c5 cerchio bianco · c4 pedone del bianco · e4 cerchio bianco · e3 cerchio bianco · f3 alfiere del nero · e2 pedone del bianco | b5 torre del nero · c5 cerchio bianco · c4 pedone del bianco · e4 cerchio bianco · e3 cerchio bianco · f3 alfiere del nero · e2 pedone del bianco | b5 torre del nero · c5 cerchio bianco · c4 pedone del bianco · e4 cerchio bianco · e3 cerchio bianco · f3 alfiere del nero · e2 pedone del bianco | b5 torre del nero · c5 cerchio bianco · c4 pedone del bianco · e4 cerchio bianco · e3 cerchio bianco · f3 alfiere del nero · e2 pedone del bianco | 6 |
| 5 | b5 torre del nero · c5 cerchio bianco · c4 pedone del bianco · e4 cerchio bianco · e3 cerchio bianco · f3 alfiere del nero · e2 pedone del bianco | b5 torre del nero · c5 cerchio bianco · c4 pedone del bianco · e4 cerchio bianco · e3 cerchio bianco · f3 alfiere del nero · e2 pedone del bianco | b5 torre del nero · c5 cerchio bianco · c4 pedone del bianco · e4 cerchio bianco · e3 cerchio bianco · f3 alfiere del nero · e2 pedone del bianco | b5 torre del nero · c5 cerchio bianco · c4 pedone del bianco · e4 cerchio bianco · e3 cerchio bianco · f3 alfiere del nero · e2 pedone del bianco | b5 torre del nero · c5 cerchio bianco · c4 pedone del bianco · e4 cerchio bianco · e3 cerchio bianco · f3 alfiere del nero · e2 pedone del bianco | b5 torre del nero · c5 cerchio bianco · c4 pedone del bianco · e4 cerchio bianco · e3 cerchio bianco · f3 alfiere del nero · e2 pedone del bianco | b5 torre del nero · c5 cerchio bianco · c4 pedone del bianco · e4 cerchio bianco · e3 cerchio bianco · f3 alfiere del nero · e2 pedone del bianco | b5 torre del nero · c5 cerchio bianco · c4 pedone del bianco · e4 cerchio bianco · e3 cerchio bianco · f3 alfiere del nero · e2 pedone del bianco | 5 |
| 4 | b5 torre del nero · c5 cerchio bianco · c4 pedone del bianco · e4 cerchio bianco · e3 cerchio bianco · f3 alfiere del nero · e2 pedone del bianco | b5 torre del nero · c5 cerchio bianco · c4 pedone del bianco · e4 cerchio bianco · e3 cerchio bianco · f3 alfiere del nero · e2 pedone del bianco | b5 torre del nero · c5 cerchio bianco · c4 pedone del bianco · e4 cerchio bianco · e3 cerchio bianco · f3 alfiere del nero · e2 pedone del bianco | b5 torre del nero · c5 cerchio bianco · c4 pedone del bianco · e4 cerchio bianco · e3 cerchio bianco · f3 alfiere del nero · e2 pedone del bianco | b5 torre del nero · c5 cerchio bianco · c4 pedone del bianco · e4 cerchio bianco · e3 cerchio bianco · f3 alfiere del nero · e2 pedone del bianco | b5 torre del nero · c5 cerchio bianco · c4 pedone del bianco · e4 cerchio bianco · e3 cerchio bianco · f3 alfiere del nero · e2 pedone del bianco | b5 torre del nero · c5 cerchio bianco · c4 pedone del bianco · e4 cerchio bianco · e3 cerchio bianco · f3 alfiere del nero · e2 pedone del bianco | b5 torre del nero · c5 cerchio bianco · c4 pedone del bianco · e4 cerchio bianco · e3 cerchio bianco · f3 alfiere del nero · e2 pedone del bianco | 4 |
| 3 | b5 torre del nero · c5 cerchio bianco · c4 pedone del bianco · e4 cerchio bianco · e3 cerchio bianco · f3 alfiere del nero · e2 pedone del bianco | b5 torre del nero · c5 cerchio bianco · c4 pedone del bianco · e4 cerchio bianco · e3 cerchio bianco · f3 alfiere del nero · e2 pedone del bianco | b5 torre del nero · c5 cerchio bianco · c4 pedone del bianco · e4 cerchio bianco · e3 cerchio bianco · f3 alfiere del nero · e2 pedone del bianco | b5 torre del nero · c5 cerchio bianco · c4 pedone del bianco · e4 cerchio bianco · e3 cerchio bianco · f3 alfiere del nero · e2 pedone del bianco | b5 torre del nero · c5 cerchio bianco · c4 pedone del bianco · e4 cerchio bianco · e3 cerchio bianco · f3 alfiere del nero · e2 pedone del bianco | b5 torre del nero · c5 cerchio bianco · c4 pedone del bianco · e4 cerchio bianco · e3 cerchio bianco · f3 alfiere del nero · e2 pedone del bianco | b5 torre del nero · c5 cerchio bianco · c4 pedone del bianco · e4 cerchio bianco · e3 cerchio bianco · f3 alfiere del nero · e2 pedone del bianco | b5 torre del nero · c5 cerchio bianco · c4 pedone del bianco · e4 cerchio bianco · e3 cerchio bianco · f3 alfiere del nero · e2 pedone del bianco | 3 |
| 2 | b5 torre del nero · c5 cerchio bianco · c4 pedone del bianco · e4 cerchio bianco · e3 cerchio bianco · f3 alfiere del nero · e2 pedone del bianco | b5 torre del nero · c5 cerchio bianco · c4 pedone del bianco · e4 cerchio bianco · e3 cerchio bianco · f3 alfiere del nero · e2 pedone del bianco | b5 torre del nero · c5 cerchio bianco · c4 pedone del bianco · e4 cerchio bianco · e3 cerchio bianco · f3 alfiere del nero · e2 pedone del bianco | b5 torre del nero · c5 cerchio bianco · c4 pedone del bianco · e4 cerchio bianco · e3 cerchio bianco · f3 alfiere del nero · e2 pedone del bianco | b5 torre del nero · c5 cerchio bianco · c4 pedone del bianco · e4 cerchio bianco · e3 cerchio bianco · f3 alfiere del nero · e2 pedone del bianco | b5 torre del nero · c5 cerchio bianco · c4 pedone del bianco · e4 cerchio bianco · e3 cerchio bianco · f3 alfiere del nero · e2 pedone del bianco | b5 torre del nero · c5 cerchio bianco · c4 pedone del bianco · e4 cerchio bianco · e3 cerchio bianco · f3 alfiere del nero · e2 pedone del bianco | b5 torre del nero · c5 cerchio bianco · c4 pedone del bianco · e4 cerchio bianco · e3 cerchio bianco · f3 alfiere del nero · e2 pedone del bianco | 2 |
| 1 | b5 torre del nero · c5 cerchio bianco · c4 pedone del bianco · e4 cerchio bianco · e3 cerchio bianco · f3 alfiere del nero · e2 pedone del bianco | b5 torre del nero · c5 cerchio bianco · c4 pedone del bianco · e4 cerchio bianco · e3 cerchio bianco · f3 alfiere del nero · e2 pedone del bianco | b5 torre del nero · c5 cerchio bianco · c4 pedone del bianco · e4 cerchio bianco · e3 cerchio bianco · f3 alfiere del nero · e2 pedone del bianco | b5 torre del nero · c5 cerchio bianco · c4 pedone del bianco · e4 cerchio bianco · e3 cerchio bianco · f3 alfiere del nero · e2 pedone del bianco | b5 torre del nero · c5 cerchio bianco · c4 pedone del bianco · e4 cerchio bianco · e3 cerchio bianco · f3 alfiere del nero · e2 pedone del bianco | b5 torre del nero · c5 cerchio bianco · c4 pedone del bianco · e4 cerchio bianco · e3 cerchio bianco · f3 alfiere del nero · e2 pedone del bianco | b5 torre del nero · c5 cerchio bianco · c4 pedone del bianco · e4 cerchio bianco · e3 cerchio bianco · f3 alfiere del nero · e2 pedone del bianco | b5 torre del nero · c5 cerchio bianco · c4 pedone del bianco · e4 cerchio bianco · e3 cerchio bianco · f3 alfiere del nero · e2 pedone del bianco | 1 |
|   | a | b | c | d | e | f | g | h |   |

|   | a                                                                             | b                                                                             | c                                                                             | d                                                                             | e                                                                             | f                                                                             | g                                                                             | h                                                                             |   |
| 8 | e4 pedone del bianco · f4 pedone del nero · e3 cerchio nero · f3 cerchio nero | e4 pedone del bianco · f4 pedone del nero · e3 cerchio nero · f3 cerchio nero | e4 pedone del bianco · f4 pedone del nero · e3 cerchio nero · f3 cerchio nero | e4 pedone del bianco · f4 pedone del nero · e3 cerchio nero · f3 cerchio nero | e4 pedone del bianco · f4 pedone del nero · e3 cerchio nero · f3 cerchio nero | e4 pedone del bianco · f4 pedone del nero · e3 cerchio nero · f3 cerchio nero | e4 pedone del bianco · f4 pedone del nero · e3 cerchio nero · f3 cerchio nero | e4 pedone del bianco · f4 pedone del nero · e3 cerchio nero · f3 cerchio nero | 8 |
| 7 | e4 pedone del bianco · f4 pedone del nero · e3 cerchio nero · f3 cerchio nero | e4 pedone del bianco · f4 pedone del nero · e3 cerchio nero · f3 cerchio nero | e4 pedone del bianco · f4 pedone del nero · e3 cerchio nero · f3 cerchio nero | e4 pedone del bianco · f4 pedone del nero · e3 cerchio nero · f3 cerchio nero | e4 pedone del bianco · f4 pedone del nero · e3 cerchio nero · f3 cerchio nero | e4 pedone del bianco · f4 pedone del nero · e3 cerchio nero · f3 cerchio nero | e4 pedone del bianco · f4 pedone del nero · e3 cerchio nero · f3 cerchio nero | e4 pedone del bianco · f4 pedone del nero · e3 cerchio nero · f3 cerchio nero | 7 |
| 6 | e4 pedone del bianco · f4 pedone del nero · e3 cerchio nero · f3 cerchio nero | e4 pedone del bianco · f4 pedone del nero · e3 cerchio nero · f3 cerchio nero | e4 pedone del bianco · f4 pedone del nero · e3 cerchio nero · f3 cerchio nero | e4 pedone del bianco · f4 pedone del nero · e3 cerchio nero · f3 cerchio nero | e4 pedone del bianco · f4 pedone del nero · e3 cerchio nero · f3 cerchio nero | e4 pedone del bianco · f4 pedone del nero · e3 cerchio nero · f3 cerchio nero | e4 pedone del bianco · f4 pedone del nero · e3 cerchio nero · f3 cerchio nero | e4 pedone del bianco · f4 pedone del nero · e3 cerchio nero · f3 cerchio nero | 6 |
| 5 | e4 pedone del bianco · f4 pedone del nero · e3 cerchio nero · f3 cerchio nero | e4 pedone del bianco · f4 pedone del nero · e3 cerchio nero · f3 cerchio nero | e4 pedone del bianco · f4 pedone del nero · e3 cerchio nero · f3 cerchio nero | e4 pedone del bianco · f4 pedone del nero · e3 cerchio nero · f3 cerchio nero | e4 pedone del bianco · f4 pedone del nero · e3 cerchio nero · f3 cerchio nero | e4 pedone del bianco · f4 pedone del nero · e3 cerchio nero · f3 cerchio nero | e4 pedone del bianco · f4 pedone del nero · e3 cerchio nero · f3 cerchio nero | e4 pedone del bianco · f4 pedone del nero · e3 cerchio nero · f3 cerchio nero | 5 |
| 4 | e4 pedone del bianco · f4 pedone del nero · e3 cerchio nero · f3 cerchio nero | e4 pedone del bianco · f4 pedone del nero · e3 cerchio nero · f3 cerchio nero | e4 pedone del bianco · f4 pedone del nero · e3 cerchio nero · f3 cerchio nero | e4 pedone del bianco · f4 pedone del nero · e3 cerchio nero · f3 cerchio nero | e4 pedone del bianco · f4 pedone del nero · e3 cerchio nero · f3 cerchio nero | e4 pedone del bianco · f4 pedone del nero · e3 cerchio nero · f3 cerchio nero | e4 pedone del bianco · f4 pedone del nero · e3 cerchio nero · f3 cerchio nero | e4 pedone del bianco · f4 pedone del nero · e3 cerchio nero · f3 cerchio nero | 4 |
| 3 | e4 pedone del bianco · f4 pedone del nero · e3 cerchio nero · f3 cerchio nero | e4 pedone del bianco · f4 pedone del nero · e3 cerchio nero · f3 cerchio nero | e4 pedone del bianco · f4 pedone del nero · e3 cerchio nero · f3 cerchio nero | e4 pedone del bianco · f4 pedone del nero · e3 cerchio nero · f3 cerchio nero | e4 pedone del bianco · f4 pedone del nero · e3 cerchio nero · f3 cerchio nero | e4 pedone del bianco · f4 pedone del nero · e3 cerchio nero · f3 cerchio nero | e4 pedone del bianco · f4 pedone del nero · e3 cerchio nero · f3 cerchio nero | e4 pedone del bianco · f4 pedone del nero · e3 cerchio nero · f3 cerchio nero | 3 |
| 2 | e4 pedone del bianco · f4 pedone del nero · e3 cerchio nero · f3 cerchio nero | e4 pedone del bianco · f4 pedone del nero · e3 cerchio nero · f3 cerchio nero | e4 pedone del bianco · f4 pedone del nero · e3 cerchio nero · f3 cerchio nero | e4 pedone del bianco · f4 pedone del nero · e3 cerchio nero · f3 cerchio nero | e4 pedone del bianco · f4 pedone del nero · e3 cerchio nero · f3 cerchio nero | e4 pedone del bianco · f4 pedone del nero · e3 cerchio nero · f3 cerchio nero | e4 pedone del bianco · f4 pedone del nero · e3 cerchio nero · f3 cerchio nero | e4 pedone del bianco · f4 pedone del nero · e3 cerchio nero · f3 cerchio nero | 2 |
| 1 | e4 pedone del bianco · f4 pedone del nero · e3 cerchio nero · f3 cerchio nero | e4 pedone del bianco · f4 pedone del nero · e3 cerchio nero · f3 cerchio nero | e4 pedone del bianco · f4 pedone del nero · e3 cerchio nero · f3 cerchio nero | e4 pedone del bianco · f4 pedone del nero · e3 cerchio nero · f3 cerchio nero | e4 pedone del bianco · f4 pedone del nero · e3 cerchio nero · f3 cerchio nero | e4 pedone del bianco · f4 pedone del nero · e3 cerchio nero · f3 cerchio nero | e4 pedone del bianco · f4 pedone del nero · e3 cerchio nero · f3 cerchio nero | e4 pedone del bianco · f4 pedone del nero · e3 cerchio nero · f3 cerchio nero | 1 |
|   | a                                                                             | b                                                                             | c                                                                             | d                                                                             | e                                                                             | f                                                                             | g                                                                             | h                                                                             |   |

|   | a                                        | b                                        | c                                        | d                                        | e                                        | f                                        | g                                        | h                                        |   |
| 8 | c8 cerchio bianco · c7 pedone del bianco | c8 cerchio bianco · c7 pedone del bianco | c8 cerchio bianco · c7 pedone del bianco | c8 cerchio bianco · c7 pedone del bianco | c8 cerchio bianco · c7 pedone del bianco | c8 cerchio bianco · c7 pedone del bianco | c8 cerchio bianco · c7 pedone del bianco | c8 cerchio bianco · c7 pedone del bianco | 8 |
| 7 | c8 cerchio bianco · c7 pedone del bianco | c8 cerchio bianco · c7 pedone del bianco | c8 cerchio bianco · c7 pedone del bianco | c8 cerchio bianco · c7 pedone del bianco | c8 cerchio bianco · c7 pedone del bianco | c8 cerchio bianco · c7 pedone del bianco | c8 cerchio bianco · c7 pedone del bianco | c8 cerchio bianco · c7 pedone del bianco | 7 |
| 6 | c8 cerchio bianco · c7 pedone del bianco | c8 cerchio bianco · c7 pedone del bianco | c8 cerchio bianco · c7 pedone del bianco | c8 cerchio bianco · c7 pedone del bianco | c8 cerchio bianco · c7 pedone del bianco | c8 cerchio bianco · c7 pedone del bianco | c8 cerchio bianco · c7 pedone del bianco | c8 cerchio bianco · c7 pedone del bianco | 6 |
| 5 | c8 cerchio bianco · c7 pedone del bianco | c8 cerchio bianco · c7 pedone del bianco | c8 cerchio bianco · c7 pedone del bianco | c8 cerchio bianco · c7 pedone del bianco | c8 cerchio bianco · c7 pedone del bianco | c8 cerchio bianco · c7 pedone del bianco | c8 cerchio bianco · c7 pedone del bianco | c8 cerchio bianco · c7 pedone del bianco | 5 |
| 4 | c8 cerchio bianco · c7 pedone del bianco | c8 cerchio bianco · c7 pedone del bianco | c8 cerchio bianco · c7 pedone del bianco | c8 cerchio bianco · c7 pedone del bianco | c8 cerchio bianco · c7 pedone del bianco | c8 cerchio bianco · c7 pedone del bianco | c8 cerchio bianco · c7 pedone del bianco | c8 cerchio bianco · c7 pedone del bianco | 4 |
| 3 | c8 cerchio bianco · c7 pedone del bianco | c8 cerchio bianco · c7 pedone del bianco | c8 cerchio bianco · c7 pedone del bianco | c8 cerchio bianco · c7 pedone del bianco | c8 cerchio bianco · c7 pedone del bianco | c8 cerchio bianco · c7 pedone del bianco | c8 cerchio bianco · c7 pedone del bianco | c8 cerchio bianco · c7 pedone del bianco | 3 |
| 2 | c8 cerchio bianco · c7 pedone del bianco | c8 cerchio bianco · c7 pedone del bianco | c8 cerchio bianco · c7 pedone del bianco | c8 cerchio bianco · c7 pedone del bianco | c8 cerchio bianco · c7 pedone del bianco | c8 cerchio bianco · c7 pedone del bianco | c8 cerchio bianco · c7 pedone del bianco | c8 cerchio bianco · c7 pedone del bianco | 2 |
| 1 | c8 cerchio bianco · c7 pedone del bianco | c8 cerchio bianco · c7 pedone del bianco | c8 cerchio bianco · c7 pedone del bianco | c8 cerchio bianco · c7 pedone del bianco | c8 cerchio bianco · c7 pedone del bianco | c8 cerchio bianco · c7 pedone del bianco | c8 cerchio bianco · c7 pedone del bianco | c8 cerchio bianco · c7 pedone del bianco | 1 |
|   | a                                        | b                                        | c                                        | d                                        | e                                        | f                                        | g                                        | h                                        |   |

## Il ruolo durante il gioco
(François-André Danican Philidor)
I pedoni formano l'ossatura dello schieramento, fungono da avamposti e possono compiere veri e propri attacchi in campo nemico se ben giocati. Data la loro numerosità, i pedoni possono dar luogo a formazioni strutturali che assumono nomi e caratteristiche diverse.

### A) Isola di pedoni
|   | a | b | c | d | e | f | g | h |   |
| 8 | f6 pedone del bianco · d5 pedone del bianco · g5 pedone del bianco · a4 pedone del bianco · b4 pedone del bianco · h4 pedone del bianco | f6 pedone del bianco · d5 pedone del bianco · g5 pedone del bianco · a4 pedone del bianco · b4 pedone del bianco · h4 pedone del bianco | f6 pedone del bianco · d5 pedone del bianco · g5 pedone del bianco · a4 pedone del bianco · b4 pedone del bianco · h4 pedone del bianco | f6 pedone del bianco · d5 pedone del bianco · g5 pedone del bianco · a4 pedone del bianco · b4 pedone del bianco · h4 pedone del bianco | f6 pedone del bianco · d5 pedone del bianco · g5 pedone del bianco · a4 pedone del bianco · b4 pedone del bianco · h4 pedone del bianco | f6 pedone del bianco · d5 pedone del bianco · g5 pedone del bianco · a4 pedone del bianco · b4 pedone del bianco · h4 pedone del bianco | f6 pedone del bianco · d5 pedone del bianco · g5 pedone del bianco · a4 pedone del bianco · b4 pedone del bianco · h4 pedone del bianco | f6 pedone del bianco · d5 pedone del bianco · g5 pedone del bianco · a4 pedone del bianco · b4 pedone del bianco · h4 pedone del bianco | 8 |
| 7 | f6 pedone del bianco · d5 pedone del bianco · g5 pedone del bianco · a4 pedone del bianco · b4 pedone del bianco · h4 pedone del bianco | f6 pedone del bianco · d5 pedone del bianco · g5 pedone del bianco · a4 pedone del bianco · b4 pedone del bianco · h4 pedone del bianco | f6 pedone del bianco · d5 pedone del bianco · g5 pedone del bianco · a4 pedone del bianco · b4 pedone del bianco · h4 pedone del bianco | f6 pedone del bianco · d5 pedone del bianco · g5 pedone del bianco · a4 pedone del bianco · b4 pedone del bianco · h4 pedone del bianco | f6 pedone del bianco · d5 pedone del bianco · g5 pedone del bianco · a4 pedone del bianco · b4 pedone del bianco · h4 pedone del bianco | f6 pedone del bianco · d5 pedone del bianco · g5 pedone del bianco · a4 pedone del bianco · b4 pedone del bianco · h4 pedone del bianco | f6 pedone del bianco · d5 pedone del bianco · g5 pedone del bianco · a4 pedone del bianco · b4 pedone del bianco · h4 pedone del bianco | f6 pedone del bianco · d5 pedone del bianco · g5 pedone del bianco · a4 pedone del bianco · b4 pedone del bianco · h4 pedone del bianco | 7 |
| 6 | f6 pedone del bianco · d5 pedone del bianco · g5 pedone del bianco · a4 pedone del bianco · b4 pedone del bianco · h4 pedone del bianco | f6 pedone del bianco · d5 pedone del bianco · g5 pedone del bianco · a4 pedone del bianco · b4 pedone del bianco · h4 pedone del bianco | f6 pedone del bianco · d5 pedone del bianco · g5 pedone del bianco · a4 pedone del bianco · b4 pedone del bianco · h4 pedone del bianco | f6 pedone del bianco · d5 pedone del bianco · g5 pedone del bianco · a4 pedone del bianco · b4 pedone del bianco · h4 pedone del bianco | f6 pedone del bianco · d5 pedone del bianco · g5 pedone del bianco · a4 pedone del bianco · b4 pedone del bianco · h4 pedone del bianco | f6 pedone del bianco · d5 pedone del bianco · g5 pedone del bianco · a4 pedone del bianco · b4 pedone del bianco · h4 pedone del bianco | f6 pedone del bianco · d5 pedone del bianco · g5 pedone del bianco · a4 pedone del bianco · b4 pedone del bianco · h4 pedone del bianco | f6 pedone del bianco · d5 pedone del bianco · g5 pedone del bianco · a4 pedone del bianco · b4 pedone del bianco · h4 pedone del bianco | 6 |
| 5 | f6 pedone del bianco · d5 pedone del bianco · g5 pedone del bianco · a4 pedone del bianco · b4 pedone del bianco · h4 pedone del bianco | f6 pedone del bianco · d5 pedone del bianco · g5 pedone del bianco · a4 pedone del bianco · b4 pedone del bianco · h4 pedone del bianco | f6 pedone del bianco · d5 pedone del bianco · g5 pedone del bianco · a4 pedone del bianco · b4 pedone del bianco · h4 pedone del bianco | f6 pedone del bianco · d5 pedone del bianco · g5 pedone del bianco · a4 pedone del bianco · b4 pedone del bianco · h4 pedone del bianco | f6 pedone del bianco · d5 pedone del bianco · g5 pedone del bianco · a4 pedone del bianco · b4 pedone del bianco · h4 pedone del bianco | f6 pedone del bianco · d5 pedone del bianco · g5 pedone del bianco · a4 pedone del bianco · b4 pedone del bianco · h4 pedone del bianco | f6 pedone del bianco · d5 pedone del bianco · g5 pedone del bianco · a4 pedone del bianco · b4 pedone del bianco · h4 pedone del bianco | f6 pedone del bianco · d5 pedone del bianco · g5 pedone del bianco · a4 pedone del bianco · b4 pedone del bianco · h4 pedone del bianco | 5 |
| 4 | f6 pedone del bianco · d5 pedone del bianco · g5 pedone del bianco · a4 pedone del bianco · b4 pedone del bianco · h4 pedone del bianco | f6 pedone del bianco · d5 pedone del bianco · g5 pedone del bianco · a4 pedone del bianco · b4 pedone del bianco · h4 pedone del bianco | f6 pedone del bianco · d5 pedone del bianco · g5 pedone del bianco · a4 pedone del bianco · b4 pedone del bianco · h4 pedone del bianco | f6 pedone del bianco · d5 pedone del bianco · g5 pedone del bianco · a4 pedone del bianco · b4 pedone del bianco · h4 pedone del bianco | f6 pedone del bianco · d5 pedone del bianco · g5 pedone del bianco · a4 pedone del bianco · b4 pedone del bianco · h4 pedone del bianco | f6 pedone del bianco · d5 pedone del bianco · g5 pedone del bianco · a4 pedone del bianco · b4 pedone del bianco · h4 pedone del bianco | f6 pedone del bianco · d5 pedone del bianco · g5 pedone del bianco · a4 pedone del bianco · b4 pedone del bianco · h4 pedone del bianco | f6 pedone del bianco · d5 pedone del bianco · g5 pedone del bianco · a4 pedone del bianco · b4 pedone del bianco · h4 pedone del bianco | 4 |
| 3 | f6 pedone del bianco · d5 pedone del bianco · g5 pedone del bianco · a4 pedone del bianco · b4 pedone del bianco · h4 pedone del bianco | f6 pedone del bianco · d5 pedone del bianco · g5 pedone del bianco · a4 pedone del bianco · b4 pedone del bianco · h4 pedone del bianco | f6 pedone del bianco · d5 pedone del bianco · g5 pedone del bianco · a4 pedone del bianco · b4 pedone del bianco · h4 pedone del bianco | f6 pedone del bianco · d5 pedone del bianco · g5 pedone del bianco · a4 pedone del bianco · b4 pedone del bianco · h4 pedone del bianco | f6 pedone del bianco · d5 pedone del bianco · g5 pedone del bianco · a4 pedone del bianco · b4 pedone del bianco · h4 pedone del bianco | f6 pedone del bianco · d5 pedone del bianco · g5 pedone del bianco · a4 pedone del bianco · b4 pedone del bianco · h4 pedone del bianco | f6 pedone del bianco · d5 pedone del bianco · g5 pedone del bianco · a4 pedone del bianco · b4 pedone del bianco · h4 pedone del bianco | f6 pedone del bianco · d5 pedone del bianco · g5 pedone del bianco · a4 pedone del bianco · b4 pedone del bianco · h4 pedone del bianco | 3 |
| 2 | f6 pedone del bianco · d5 pedone del bianco · g5 pedone del bianco · a4 pedone del bianco · b4 pedone del bianco · h4 pedone del bianco | f6 pedone del bianco · d5 pedone del bianco · g5 pedone del bianco · a4 pedone del bianco · b4 pedone del bianco · h4 pedone del bianco | f6 pedone del bianco · d5 pedone del bianco · g5 pedone del bianco · a4 pedone del bianco · b4 pedone del bianco · h4 pedone del bianco | f6 pedone del bianco · d5 pedone del bianco · g5 pedone del bianco · a4 pedone del bianco · b4 pedone del bianco · h4 pedone del bianco | f6 pedone del bianco · d5 pedone del bianco · g5 pedone del bianco · a4 pedone del bianco · b4 pedone del bianco · h4 pedone del bianco | f6 pedone del bianco · d5 pedone del bianco · g5 pedone del bianco · a4 pedone del bianco · b4 pedone del bianco · h4 pedone del bianco | f6 pedone del bianco · d5 pedone del bianco · g5 pedone del bianco · a4 pedone del bianco · b4 pedone del bianco · h4 pedone del bianco | f6 pedone del bianco · d5 pedone del bianco · g5 pedone del bianco · a4 pedone del bianco · b4 pedone del bianco · h4 pedone del bianco | 2 |
| 1 | f6 pedone del bianco · d5 pedone del bianco · g5 pedone del bianco · a4 pedone del bianco · b4 pedone del bianco · h4 pedone del bianco | f6 pedone del bianco · d5 pedone del bianco · g5 pedone del bianco · a4 pedone del bianco · b4 pedone del bianco · h4 pedone del bianco | f6 pedone del bianco · d5 pedone del bianco · g5 pedone del bianco · a4 pedone del bianco · b4 pedone del bianco · h4 pedone del bianco | f6 pedone del bianco · d5 pedone del bianco · g5 pedone del bianco · a4 pedone del bianco · b4 pedone del bianco · h4 pedone del bianco | f6 pedone del bianco · d5 pedone del bianco · g5 pedone del bianco · a4 pedone del bianco · b4 pedone del bianco · h4 pedone del bianco | f6 pedone del bianco · d5 pedone del bianco · g5 pedone del bianco · a4 pedone del bianco · b4 pedone del bianco · h4 pedone del bianco | f6 pedone del bianco · d5 pedone del bianco · g5 pedone del bianco · a4 pedone del bianco · b4 pedone del bianco · h4 pedone del bianco | f6 pedone del bianco · d5 pedone del bianco · g5 pedone del bianco · a4 pedone del bianco · b4 pedone del bianco · h4 pedone del bianco | 1 |
|   | a | b | c | d | e | f | g | h |   |

Può trattarsi di un pedone isolato, cioè privo di pedoni alleati sia sulla sua colonna che su quelle adiacenti, oppure di un gruppo di pedoni staccato dal resto (come negli esempi illustrati).
Un singolo pedone isolato è spesso una grave debolezza in quanto non può essere difeso dai suoi simili (ma in genere un pedone è un ottimo difensore per chiunque, dato il suo valore molto basso); dunque, se attaccato dai pezzi nemici, questo deve necessariamente essere difeso da uno o più pezzi alleati, limitando di conseguenza il raggio d'azione e la capacità offensiva di quest'ultimi.
|   | a | b | c | d | e | f | g | h |   |
| 8 | c5 pedone del bianco · e5 pedone del bianco · a4 pedone del bianco · d4 pedone del bianco · g4 pedone del bianco | c5 pedone del bianco · e5 pedone del bianco · a4 pedone del bianco · d4 pedone del bianco · g4 pedone del bianco | c5 pedone del bianco · e5 pedone del bianco · a4 pedone del bianco · d4 pedone del bianco · g4 pedone del bianco | c5 pedone del bianco · e5 pedone del bianco · a4 pedone del bianco · d4 pedone del bianco · g4 pedone del bianco | c5 pedone del bianco · e5 pedone del bianco · a4 pedone del bianco · d4 pedone del bianco · g4 pedone del bianco | c5 pedone del bianco · e5 pedone del bianco · a4 pedone del bianco · d4 pedone del bianco · g4 pedone del bianco | c5 pedone del bianco · e5 pedone del bianco · a4 pedone del bianco · d4 pedone del bianco · g4 pedone del bianco | c5 pedone del bianco · e5 pedone del bianco · a4 pedone del bianco · d4 pedone del bianco · g4 pedone del bianco | 8 |
| 7 | c5 pedone del bianco · e5 pedone del bianco · a4 pedone del bianco · d4 pedone del bianco · g4 pedone del bianco | c5 pedone del bianco · e5 pedone del bianco · a4 pedone del bianco · d4 pedone del bianco · g4 pedone del bianco | c5 pedone del bianco · e5 pedone del bianco · a4 pedone del bianco · d4 pedone del bianco · g4 pedone del bianco | c5 pedone del bianco · e5 pedone del bianco · a4 pedone del bianco · d4 pedone del bianco · g4 pedone del bianco | c5 pedone del bianco · e5 pedone del bianco · a4 pedone del bianco · d4 pedone del bianco · g4 pedone del bianco | c5 pedone del bianco · e5 pedone del bianco · a4 pedone del bianco · d4 pedone del bianco · g4 pedone del bianco | c5 pedone del bianco · e5 pedone del bianco · a4 pedone del bianco · d4 pedone del bianco · g4 pedone del bianco | c5 pedone del bianco · e5 pedone del bianco · a4 pedone del bianco · d4 pedone del bianco · g4 pedone del bianco | 7 |
| 6 | c5 pedone del bianco · e5 pedone del bianco · a4 pedone del bianco · d4 pedone del bianco · g4 pedone del bianco | c5 pedone del bianco · e5 pedone del bianco · a4 pedone del bianco · d4 pedone del bianco · g4 pedone del bianco | c5 pedone del bianco · e5 pedone del bianco · a4 pedone del bianco · d4 pedone del bianco · g4 pedone del bianco | c5 pedone del bianco · e5 pedone del bianco · a4 pedone del bianco · d4 pedone del bianco · g4 pedone del bianco | c5 pedone del bianco · e5 pedone del bianco · a4 pedone del bianco · d4 pedone del bianco · g4 pedone del bianco | c5 pedone del bianco · e5 pedone del bianco · a4 pedone del bianco · d4 pedone del bianco · g4 pedone del bianco | c5 pedone del bianco · e5 pedone del bianco · a4 pedone del bianco · d4 pedone del bianco · g4 pedone del bianco | c5 pedone del bianco · e5 pedone del bianco · a4 pedone del bianco · d4 pedone del bianco · g4 pedone del bianco | 6 |
| 5 | c5 pedone del bianco · e5 pedone del bianco · a4 pedone del bianco · d4 pedone del bianco · g4 pedone del bianco | c5 pedone del bianco · e5 pedone del bianco · a4 pedone del bianco · d4 pedone del bianco · g4 pedone del bianco | c5 pedone del bianco · e5 pedone del bianco · a4 pedone del bianco · d4 pedone del bianco · g4 pedone del bianco | c5 pedone del bianco · e5 pedone del bianco · a4 pedone del bianco · d4 pedone del bianco · g4 pedone del bianco | c5 pedone del bianco · e5 pedone del bianco · a4 pedone del bianco · d4 pedone del bianco · g4 pedone del bianco | c5 pedone del bianco · e5 pedone del bianco · a4 pedone del bianco · d4 pedone del bianco · g4 pedone del bianco | c5 pedone del bianco · e5 pedone del bianco · a4 pedone del bianco · d4 pedone del bianco · g4 pedone del bianco | c5 pedone del bianco · e5 pedone del bianco · a4 pedone del bianco · d4 pedone del bianco · g4 pedone del bianco | 5 |
| 4 | c5 pedone del bianco · e5 pedone del bianco · a4 pedone del bianco · d4 pedone del bianco · g4 pedone del bianco | c5 pedone del bianco · e5 pedone del bianco · a4 pedone del bianco · d4 pedone del bianco · g4 pedone del bianco | c5 pedone del bianco · e5 pedone del bianco · a4 pedone del bianco · d4 pedone del bianco · g4 pedone del bianco | c5 pedone del bianco · e5 pedone del bianco · a4 pedone del bianco · d4 pedone del bianco · g4 pedone del bianco | c5 pedone del bianco · e5 pedone del bianco · a4 pedone del bianco · d4 pedone del bianco · g4 pedone del bianco | c5 pedone del bianco · e5 pedone del bianco · a4 pedone del bianco · d4 pedone del bianco · g4 pedone del bianco | c5 pedone del bianco · e5 pedone del bianco · a4 pedone del bianco · d4 pedone del bianco · g4 pedone del bianco | c5 pedone del bianco · e5 pedone del bianco · a4 pedone del bianco · d4 pedone del bianco · g4 pedone del bianco | 4 |
| 3 | c5 pedone del bianco · e5 pedone del bianco · a4 pedone del bianco · d4 pedone del bianco · g4 pedone del bianco | c5 pedone del bianco · e5 pedone del bianco · a4 pedone del bianco · d4 pedone del bianco · g4 pedone del bianco | c5 pedone del bianco · e5 pedone del bianco · a4 pedone del bianco · d4 pedone del bianco · g4 pedone del bianco | c5 pedone del bianco · e5 pedone del bianco · a4 pedone del bianco · d4 pedone del bianco · g4 pedone del bianco | c5 pedone del bianco · e5 pedone del bianco · a4 pedone del bianco · d4 pedone del bianco · g4 pedone del bianco | c5 pedone del bianco · e5 pedone del bianco · a4 pedone del bianco · d4 pedone del bianco · g4 pedone del bianco | c5 pedone del bianco · e5 pedone del bianco · a4 pedone del bianco · d4 pedone del bianco · g4 pedone del bianco | c5 pedone del bianco · e5 pedone del bianco · a4 pedone del bianco · d4 pedone del bianco · g4 pedone del bianco | 3 |
| 2 | c5 pedone del bianco · e5 pedone del bianco · a4 pedone del bianco · d4 pedone del bianco · g4 pedone del bianco | c5 pedone del bianco · e5 pedone del bianco · a4 pedone del bianco · d4 pedone del bianco · g4 pedone del bianco | c5 pedone del bianco · e5 pedone del bianco · a4 pedone del bianco · d4 pedone del bianco · g4 pedone del bianco | c5 pedone del bianco · e5 pedone del bianco · a4 pedone del bianco · d4 pedone del bianco · g4 pedone del bianco | c5 pedone del bianco · e5 pedone del bianco · a4 pedone del bianco · d4 pedone del bianco · g4 pedone del bianco | c5 pedone del bianco · e5 pedone del bianco · a4 pedone del bianco · d4 pedone del bianco · g4 pedone del bianco | c5 pedone del bianco · e5 pedone del bianco · a4 pedone del bianco · d4 pedone del bianco · g4 pedone del bianco | c5 pedone del bianco · e5 pedone del bianco · a4 pedone del bianco · d4 pedone del bianco · g4 pedone del bianco | 2 |
| 1 | c5 pedone del bianco · e5 pedone del bianco · a4 pedone del bianco · d4 pedone del bianco · g4 pedone del bianco | c5 pedone del bianco · e5 pedone del bianco · a4 pedone del bianco · d4 pedone del bianco · g4 pedone del bianco | c5 pedone del bianco · e5 pedone del bianco · a4 pedone del bianco · d4 pedone del bianco · g4 pedone del bianco | c5 pedone del bianco · e5 pedone del bianco · a4 pedone del bianco · d4 pedone del bianco · g4 pedone del bianco | c5 pedone del bianco · e5 pedone del bianco · a4 pedone del bianco · d4 pedone del bianco · g4 pedone del bianco | c5 pedone del bianco · e5 pedone del bianco · a4 pedone del bianco · d4 pedone del bianco · g4 pedone del bianco | c5 pedone del bianco · e5 pedone del bianco · a4 pedone del bianco · d4 pedone del bianco · g4 pedone del bianco | c5 pedone del bianco · e5 pedone del bianco · a4 pedone del bianco · d4 pedone del bianco · g4 pedone del bianco | 1 |
|   | a | b | c | d | e | f | g | h |   |

Secondo quanto appena detto, la presenza di un pedone isolato nel proprio schieramento può essere fonte di preoccupazione: una buona strategia è quella di scambiarlo con un pedone avversario, in modo da non avere l'incombenza di doverlo difendere. Per l'avversario, che è solito prenderlo di mira, la cosa migliore da fare è impedirne l'avanzata, controllando la casa davanti a tale pedone (se possibile, occupandola con un  Cavallo, ritenuto un buon bloccatore), per poi dirigere l'azione di tutti i pezzi disponibili contro il bersaglio.
A volte il giocatore che attacca il pedone isolato, dopo averne bloccato la marcia colloca i pezzi pesanti (Donna, Torri) alle spalle del pezzo bloccatore; quindi, raggiunta la necessaria superiorità di attaccanti, sposta quest'ultimo e attacca il pedone.
Il pedone isolato, in genere considerato una debolezza, in apertura può essere perfino un elemento che contribuisce al dinamismo dei propri pezzi: infatti, essendo le colonne adiacenti al pedone praticamente aperte o semi-aperte, attorno al pedone isolato si crea un certo spazio che può essere occupato dai pezzi.
Alquanto diverso è il discorso per le isole di pedoni, le quali si creano in modo molto semplice – ovvero non appena viene aperta del tutto una colonna (a parte quelle laterali 'a' e 'h'); a causa di questo, si creano inevitabilmente due masse di pedoni separate, dette appunto isole. Questo può costituire uno svantaggio solo se ci si trova costretti a difenderle entrambe – ad esempio da un attacco doppio: essendo separate non costituiscono più un fronte compatto contro l'avversario, e risultano quindi più vulnerabili. Questo aspetto però – nella maggior parte dei casi – emerge principalmente in finale, quando il materiale si riduce; pertanto, trovarsi con delle isole composte da gruppi di pedoni non è grave come trovarsi con il singolo pedone isolato, e magari bloccato.

### B) Catena di pedoni
|   | a                                                                                         | b                                                                                         | c                                                                                         | d                                                                                         | e                                                                                         | f                                                                                         | g                                                                                         | h                                                                                         |   |
| 8 | d7 pedone del bianco · e6 pedone del bianco · f5 pedone del bianco · g4 pedone del bianco | d7 pedone del bianco · e6 pedone del bianco · f5 pedone del bianco · g4 pedone del bianco | d7 pedone del bianco · e6 pedone del bianco · f5 pedone del bianco · g4 pedone del bianco | d7 pedone del bianco · e6 pedone del bianco · f5 pedone del bianco · g4 pedone del bianco | d7 pedone del bianco · e6 pedone del bianco · f5 pedone del bianco · g4 pedone del bianco | d7 pedone del bianco · e6 pedone del bianco · f5 pedone del bianco · g4 pedone del bianco | d7 pedone del bianco · e6 pedone del bianco · f5 pedone del bianco · g4 pedone del bianco | d7 pedone del bianco · e6 pedone del bianco · f5 pedone del bianco · g4 pedone del bianco | 8 |
| 7 | d7 pedone del bianco · e6 pedone del bianco · f5 pedone del bianco · g4 pedone del bianco | d7 pedone del bianco · e6 pedone del bianco · f5 pedone del bianco · g4 pedone del bianco | d7 pedone del bianco · e6 pedone del bianco · f5 pedone del bianco · g4 pedone del bianco | d7 pedone del bianco · e6 pedone del bianco · f5 pedone del bianco · g4 pedone del bianco | d7 pedone del bianco · e6 pedone del bianco · f5 pedone del bianco · g4 pedone del bianco | d7 pedone del bianco · e6 pedone del bianco · f5 pedone del bianco · g4 pedone del bianco | d7 pedone del bianco · e6 pedone del bianco · f5 pedone del bianco · g4 pedone del bianco | d7 pedone del bianco · e6 pedone del bianco · f5 pedone del bianco · g4 pedone del bianco | 7 |
| 6 | d7 pedone del bianco · e6 pedone del bianco · f5 pedone del bianco · g4 pedone del bianco | d7 pedone del bianco · e6 pedone del bianco · f5 pedone del bianco · g4 pedone del bianco | d7 pedone del bianco · e6 pedone del bianco · f5 pedone del bianco · g4 pedone del bianco | d7 pedone del bianco · e6 pedone del bianco · f5 pedone del bianco · g4 pedone del bianco | d7 pedone del bianco · e6 pedone del bianco · f5 pedone del bianco · g4 pedone del bianco | d7 pedone del bianco · e6 pedone del bianco · f5 pedone del bianco · g4 pedone del bianco | d7 pedone del bianco · e6 pedone del bianco · f5 pedone del bianco · g4 pedone del bianco | d7 pedone del bianco · e6 pedone del bianco · f5 pedone del bianco · g4 pedone del bianco | 6 |
| 5 | d7 pedone del bianco · e6 pedone del bianco · f5 pedone del bianco · g4 pedone del bianco | d7 pedone del bianco · e6 pedone del bianco · f5 pedone del bianco · g4 pedone del bianco | d7 pedone del bianco · e6 pedone del bianco · f5 pedone del bianco · g4 pedone del bianco | d7 pedone del bianco · e6 pedone del bianco · f5 pedone del bianco · g4 pedone del bianco | d7 pedone del bianco · e6 pedone del bianco · f5 pedone del bianco · g4 pedone del bianco | d7 pedone del bianco · e6 pedone del bianco · f5 pedone del bianco · g4 pedone del bianco | d7 pedone del bianco · e6 pedone del bianco · f5 pedone del bianco · g4 pedone del bianco | d7 pedone del bianco · e6 pedone del bianco · f5 pedone del bianco · g4 pedone del bianco | 5 |
| 4 | d7 pedone del bianco · e6 pedone del bianco · f5 pedone del bianco · g4 pedone del bianco | d7 pedone del bianco · e6 pedone del bianco · f5 pedone del bianco · g4 pedone del bianco | d7 pedone del bianco · e6 pedone del bianco · f5 pedone del bianco · g4 pedone del bianco | d7 pedone del bianco · e6 pedone del bianco · f5 pedone del bianco · g4 pedone del bianco | d7 pedone del bianco · e6 pedone del bianco · f5 pedone del bianco · g4 pedone del bianco | d7 pedone del bianco · e6 pedone del bianco · f5 pedone del bianco · g4 pedone del bianco | d7 pedone del bianco · e6 pedone del bianco · f5 pedone del bianco · g4 pedone del bianco | d7 pedone del bianco · e6 pedone del bianco · f5 pedone del bianco · g4 pedone del bianco | 4 |
| 3 | d7 pedone del bianco · e6 pedone del bianco · f5 pedone del bianco · g4 pedone del bianco | d7 pedone del bianco · e6 pedone del bianco · f5 pedone del bianco · g4 pedone del bianco | d7 pedone del bianco · e6 pedone del bianco · f5 pedone del bianco · g4 pedone del bianco | d7 pedone del bianco · e6 pedone del bianco · f5 pedone del bianco · g4 pedone del bianco | d7 pedone del bianco · e6 pedone del bianco · f5 pedone del bianco · g4 pedone del bianco | d7 pedone del bianco · e6 pedone del bianco · f5 pedone del bianco · g4 pedone del bianco | d7 pedone del bianco · e6 pedone del bianco · f5 pedone del bianco · g4 pedone del bianco | d7 pedone del bianco · e6 pedone del bianco · f5 pedone del bianco · g4 pedone del bianco | 3 |
| 2 | d7 pedone del bianco · e6 pedone del bianco · f5 pedone del bianco · g4 pedone del bianco | d7 pedone del bianco · e6 pedone del bianco · f5 pedone del bianco · g4 pedone del bianco | d7 pedone del bianco · e6 pedone del bianco · f5 pedone del bianco · g4 pedone del bianco | d7 pedone del bianco · e6 pedone del bianco · f5 pedone del bianco · g4 pedone del bianco | d7 pedone del bianco · e6 pedone del bianco · f5 pedone del bianco · g4 pedone del bianco | d7 pedone del bianco · e6 pedone del bianco · f5 pedone del bianco · g4 pedone del bianco | d7 pedone del bianco · e6 pedone del bianco · f5 pedone del bianco · g4 pedone del bianco | d7 pedone del bianco · e6 pedone del bianco · f5 pedone del bianco · g4 pedone del bianco | 2 |
| 1 | d7 pedone del bianco · e6 pedone del bianco · f5 pedone del bianco · g4 pedone del bianco | d7 pedone del bianco · e6 pedone del bianco · f5 pedone del bianco · g4 pedone del bianco | d7 pedone del bianco · e6 pedone del bianco · f5 pedone del bianco · g4 pedone del bianco | d7 pedone del bianco · e6 pedone del bianco · f5 pedone del bianco · g4 pedone del bianco | d7 pedone del bianco · e6 pedone del bianco · f5 pedone del bianco · g4 pedone del bianco | d7 pedone del bianco · e6 pedone del bianco · f5 pedone del bianco · g4 pedone del bianco | d7 pedone del bianco · e6 pedone del bianco · f5 pedone del bianco · g4 pedone del bianco | d7 pedone del bianco · e6 pedone del bianco · f5 pedone del bianco · g4 pedone del bianco | 1 |
|   | a                                                                                         | b                                                                                         | c                                                                                         | d                                                                                         | e                                                                                         | f                                                                                         | g                                                                                         | h                                                                                         |   |

La catena di pedoni è la formazione più complessa e importante: essa definisce la struttura di una posizione e la caratterizza; gran parte delle valutazioni posizionali si basa di fatto sulla presenza, conformazione e lunghezza delle catene pedonali.
La catena di pedoni è costituita da una punta (o vertice), una base e uno o più anelli intermedi. La caratteristica più rilevante è che le catene "tagliano" la scacchiera in senso diagonale, definendo delle vere e proprie zone di influenza; inoltre ciascun pedone è difeso, tranne la base, l'unica che deve essere protetta dai pezzi, se attaccata.
Le catene si creano in moltissime aperture, per effetto di avanzate di pedoni reciproche che non si risolvono con scambi. In questo caso, i pedoni dei due eserciti si bloccano vicendevolmente ed ognuno di loro controlla le case libere ai lati dei pedoni avversari, come nel diagramma.
Soprattutto nel caso di catene bloccate a vicenda, esse costituiscono una vera e propria barriera per i pezzi di entrambi gli eserciti, con l'effetto di limitarne il raggio d'azione. Quando esse arrivano fino ai bordi della scacchiera, rendono quasi inaccessibile un'intera ala e costituiscono una eccellente protezione per il Re, al punto che, l'unico modo di penetrare attraverso una doppia catena è il sacrificio di uno o più pezzi.
|   | a | b | c | d | e | f | g | h |   |
| 8 | d7 pedone del nero · d6 pedone del bianco · e6 pedone del nero · e5 pedone del bianco · f5 pedone del nero · f4 pedone del bianco | d7 pedone del nero · d6 pedone del bianco · e6 pedone del nero · e5 pedone del bianco · f5 pedone del nero · f4 pedone del bianco | d7 pedone del nero · d6 pedone del bianco · e6 pedone del nero · e5 pedone del bianco · f5 pedone del nero · f4 pedone del bianco | d7 pedone del nero · d6 pedone del bianco · e6 pedone del nero · e5 pedone del bianco · f5 pedone del nero · f4 pedone del bianco | d7 pedone del nero · d6 pedone del bianco · e6 pedone del nero · e5 pedone del bianco · f5 pedone del nero · f4 pedone del bianco | d7 pedone del nero · d6 pedone del bianco · e6 pedone del nero · e5 pedone del bianco · f5 pedone del nero · f4 pedone del bianco | d7 pedone del nero · d6 pedone del bianco · e6 pedone del nero · e5 pedone del bianco · f5 pedone del nero · f4 pedone del bianco | d7 pedone del nero · d6 pedone del bianco · e6 pedone del nero · e5 pedone del bianco · f5 pedone del nero · f4 pedone del bianco | 8 |
| 7 | d7 pedone del nero · d6 pedone del bianco · e6 pedone del nero · e5 pedone del bianco · f5 pedone del nero · f4 pedone del bianco | d7 pedone del nero · d6 pedone del bianco · e6 pedone del nero · e5 pedone del bianco · f5 pedone del nero · f4 pedone del bianco | d7 pedone del nero · d6 pedone del bianco · e6 pedone del nero · e5 pedone del bianco · f5 pedone del nero · f4 pedone del bianco | d7 pedone del nero · d6 pedone del bianco · e6 pedone del nero · e5 pedone del bianco · f5 pedone del nero · f4 pedone del bianco | d7 pedone del nero · d6 pedone del bianco · e6 pedone del nero · e5 pedone del bianco · f5 pedone del nero · f4 pedone del bianco | d7 pedone del nero · d6 pedone del bianco · e6 pedone del nero · e5 pedone del bianco · f5 pedone del nero · f4 pedone del bianco | d7 pedone del nero · d6 pedone del bianco · e6 pedone del nero · e5 pedone del bianco · f5 pedone del nero · f4 pedone del bianco | d7 pedone del nero · d6 pedone del bianco · e6 pedone del nero · e5 pedone del bianco · f5 pedone del nero · f4 pedone del bianco | 7 |
| 6 | d7 pedone del nero · d6 pedone del bianco · e6 pedone del nero · e5 pedone del bianco · f5 pedone del nero · f4 pedone del bianco | d7 pedone del nero · d6 pedone del bianco · e6 pedone del nero · e5 pedone del bianco · f5 pedone del nero · f4 pedone del bianco | d7 pedone del nero · d6 pedone del bianco · e6 pedone del nero · e5 pedone del bianco · f5 pedone del nero · f4 pedone del bianco | d7 pedone del nero · d6 pedone del bianco · e6 pedone del nero · e5 pedone del bianco · f5 pedone del nero · f4 pedone del bianco | d7 pedone del nero · d6 pedone del bianco · e6 pedone del nero · e5 pedone del bianco · f5 pedone del nero · f4 pedone del bianco | d7 pedone del nero · d6 pedone del bianco · e6 pedone del nero · e5 pedone del bianco · f5 pedone del nero · f4 pedone del bianco | d7 pedone del nero · d6 pedone del bianco · e6 pedone del nero · e5 pedone del bianco · f5 pedone del nero · f4 pedone del bianco | d7 pedone del nero · d6 pedone del bianco · e6 pedone del nero · e5 pedone del bianco · f5 pedone del nero · f4 pedone del bianco | 6 |
| 5 | d7 pedone del nero · d6 pedone del bianco · e6 pedone del nero · e5 pedone del bianco · f5 pedone del nero · f4 pedone del bianco | d7 pedone del nero · d6 pedone del bianco · e6 pedone del nero · e5 pedone del bianco · f5 pedone del nero · f4 pedone del bianco | d7 pedone del nero · d6 pedone del bianco · e6 pedone del nero · e5 pedone del bianco · f5 pedone del nero · f4 pedone del bianco | d7 pedone del nero · d6 pedone del bianco · e6 pedone del nero · e5 pedone del bianco · f5 pedone del nero · f4 pedone del bianco | d7 pedone del nero · d6 pedone del bianco · e6 pedone del nero · e5 pedone del bianco · f5 pedone del nero · f4 pedone del bianco | d7 pedone del nero · d6 pedone del bianco · e6 pedone del nero · e5 pedone del bianco · f5 pedone del nero · f4 pedone del bianco | d7 pedone del nero · d6 pedone del bianco · e6 pedone del nero · e5 pedone del bianco · f5 pedone del nero · f4 pedone del bianco | d7 pedone del nero · d6 pedone del bianco · e6 pedone del nero · e5 pedone del bianco · f5 pedone del nero · f4 pedone del bianco | 5 |
| 4 | d7 pedone del nero · d6 pedone del bianco · e6 pedone del nero · e5 pedone del bianco · f5 pedone del nero · f4 pedone del bianco | d7 pedone del nero · d6 pedone del bianco · e6 pedone del nero · e5 pedone del bianco · f5 pedone del nero · f4 pedone del bianco | d7 pedone del nero · d6 pedone del bianco · e6 pedone del nero · e5 pedone del bianco · f5 pedone del nero · f4 pedone del bianco | d7 pedone del nero · d6 pedone del bianco · e6 pedone del nero · e5 pedone del bianco · f5 pedone del nero · f4 pedone del bianco | d7 pedone del nero · d6 pedone del bianco · e6 pedone del nero · e5 pedone del bianco · f5 pedone del nero · f4 pedone del bianco | d7 pedone del nero · d6 pedone del bianco · e6 pedone del nero · e5 pedone del bianco · f5 pedone del nero · f4 pedone del bianco | d7 pedone del nero · d6 pedone del bianco · e6 pedone del nero · e5 pedone del bianco · f5 pedone del nero · f4 pedone del bianco | d7 pedone del nero · d6 pedone del bianco · e6 pedone del nero · e5 pedone del bianco · f5 pedone del nero · f4 pedone del bianco | 4 |
| 3 | d7 pedone del nero · d6 pedone del bianco · e6 pedone del nero · e5 pedone del bianco · f5 pedone del nero · f4 pedone del bianco | d7 pedone del nero · d6 pedone del bianco · e6 pedone del nero · e5 pedone del bianco · f5 pedone del nero · f4 pedone del bianco | d7 pedone del nero · d6 pedone del bianco · e6 pedone del nero · e5 pedone del bianco · f5 pedone del nero · f4 pedone del bianco | d7 pedone del nero · d6 pedone del bianco · e6 pedone del nero · e5 pedone del bianco · f5 pedone del nero · f4 pedone del bianco | d7 pedone del nero · d6 pedone del bianco · e6 pedone del nero · e5 pedone del bianco · f5 pedone del nero · f4 pedone del bianco | d7 pedone del nero · d6 pedone del bianco · e6 pedone del nero · e5 pedone del bianco · f5 pedone del nero · f4 pedone del bianco | d7 pedone del nero · d6 pedone del bianco · e6 pedone del nero · e5 pedone del bianco · f5 pedone del nero · f4 pedone del bianco | d7 pedone del nero · d6 pedone del bianco · e6 pedone del nero · e5 pedone del bianco · f5 pedone del nero · f4 pedone del bianco | 3 |
| 2 | d7 pedone del nero · d6 pedone del bianco · e6 pedone del nero · e5 pedone del bianco · f5 pedone del nero · f4 pedone del bianco | d7 pedone del nero · d6 pedone del bianco · e6 pedone del nero · e5 pedone del bianco · f5 pedone del nero · f4 pedone del bianco | d7 pedone del nero · d6 pedone del bianco · e6 pedone del nero · e5 pedone del bianco · f5 pedone del nero · f4 pedone del bianco | d7 pedone del nero · d6 pedone del bianco · e6 pedone del nero · e5 pedone del bianco · f5 pedone del nero · f4 pedone del bianco | d7 pedone del nero · d6 pedone del bianco · e6 pedone del nero · e5 pedone del bianco · f5 pedone del nero · f4 pedone del bianco | d7 pedone del nero · d6 pedone del bianco · e6 pedone del nero · e5 pedone del bianco · f5 pedone del nero · f4 pedone del bianco | d7 pedone del nero · d6 pedone del bianco · e6 pedone del nero · e5 pedone del bianco · f5 pedone del nero · f4 pedone del bianco | d7 pedone del nero · d6 pedone del bianco · e6 pedone del nero · e5 pedone del bianco · f5 pedone del nero · f4 pedone del bianco | 2 |
| 1 | d7 pedone del nero · d6 pedone del bianco · e6 pedone del nero · e5 pedone del bianco · f5 pedone del nero · f4 pedone del bianco | d7 pedone del nero · d6 pedone del bianco · e6 pedone del nero · e5 pedone del bianco · f5 pedone del nero · f4 pedone del bianco | d7 pedone del nero · d6 pedone del bianco · e6 pedone del nero · e5 pedone del bianco · f5 pedone del nero · f4 pedone del bianco | d7 pedone del nero · d6 pedone del bianco · e6 pedone del nero · e5 pedone del bianco · f5 pedone del nero · f4 pedone del bianco | d7 pedone del nero · d6 pedone del bianco · e6 pedone del nero · e5 pedone del bianco · f5 pedone del nero · f4 pedone del bianco | d7 pedone del nero · d6 pedone del bianco · e6 pedone del nero · e5 pedone del bianco · f5 pedone del nero · f4 pedone del bianco | d7 pedone del nero · d6 pedone del bianco · e6 pedone del nero · e5 pedone del bianco · f5 pedone del nero · f4 pedone del bianco | d7 pedone del nero · d6 pedone del bianco · e6 pedone del nero · e5 pedone del bianco · f5 pedone del nero · f4 pedone del bianco | 1 |
|   | a | b | c | d | e | f | g | h |   |

Facendo riferimento a catene singole, esistono tre modi di attaccarle:
- attaccare la base, che costituisce il punto più debole, ma anche generalmente il più nascosto
- attaccare la punta, che di solito costituisce un pericolo per l'avversario, in quanto è il pedone più avanzato, che controlla case importanti nel suo territorio e limita l'attività dei pezzi, quando non li minaccia direttamente
- tentare di "spezzare la catena" in due parti, attaccando un anello intermedio in modo da costringere quest'ultimo a catturare qualcosa. In quest'ultimo caso, la catena si trova spezzata in due parti, entrambe considerevolmente più deboli e bisognose di adeguata protezione. La rottura di una catena di 3 pedoni, porta alla formazione di due pedoni completamente isolati fra loro.

Un altro aspetto delle catene di pedoni è la loro capacità di dirigere l'azione dei pezzi alleati verso particolari zone della scacchiera. Ad esempio, una catena di pedoni bianchi la cui base si trova al centro e la cui punta finisce nell'ala di Re, suggerisce piani strategici che comportino attacchi di pezzi proprio in quel settore, dove c'è un naturale vantaggio di spazio creato proprio dalla catena stessa. Il vantaggio di spazio costituisce un naturale elemento che avvantaggia chi attacca, per la possibilità di disporre i pezzi in molteplici assetti, a scapito di una più scarsa manovrabilità di quelli avversari.
Le catene di pedoni, quando non risultano bloccate, possono anche realizzare delle improvvise avanzate e costituire una massa di sfondamento contro le linee avversarie; grazie alla capacità di essere protetti, una volta avanzato il pedone-base, tutti gli altri possono avanzare ed aprire varchi contro i pedoni nemici, o mettere in fuga i pezzi avversari.

### C) Cuneo di pedoni
|   | a                                                                  | b                                                                  | c                                                                  | d                                                                  | e                                                                  | f                                                                  | g                                                                  | h                                                                  |   |
| 8 | d6 pedone del bianco · c5 pedone del bianco · e5 pedone del bianco | d6 pedone del bianco · c5 pedone del bianco · e5 pedone del bianco | d6 pedone del bianco · c5 pedone del bianco · e5 pedone del bianco | d6 pedone del bianco · c5 pedone del bianco · e5 pedone del bianco | d6 pedone del bianco · c5 pedone del bianco · e5 pedone del bianco | d6 pedone del bianco · c5 pedone del bianco · e5 pedone del bianco | d6 pedone del bianco · c5 pedone del bianco · e5 pedone del bianco | d6 pedone del bianco · c5 pedone del bianco · e5 pedone del bianco | 8 |
| 7 | d6 pedone del bianco · c5 pedone del bianco · e5 pedone del bianco | d6 pedone del bianco · c5 pedone del bianco · e5 pedone del bianco | d6 pedone del bianco · c5 pedone del bianco · e5 pedone del bianco | d6 pedone del bianco · c5 pedone del bianco · e5 pedone del bianco | d6 pedone del bianco · c5 pedone del bianco · e5 pedone del bianco | d6 pedone del bianco · c5 pedone del bianco · e5 pedone del bianco | d6 pedone del bianco · c5 pedone del bianco · e5 pedone del bianco | d6 pedone del bianco · c5 pedone del bianco · e5 pedone del bianco | 7 |
| 6 | d6 pedone del bianco · c5 pedone del bianco · e5 pedone del bianco | d6 pedone del bianco · c5 pedone del bianco · e5 pedone del bianco | d6 pedone del bianco · c5 pedone del bianco · e5 pedone del bianco | d6 pedone del bianco · c5 pedone del bianco · e5 pedone del bianco | d6 pedone del bianco · c5 pedone del bianco · e5 pedone del bianco | d6 pedone del bianco · c5 pedone del bianco · e5 pedone del bianco | d6 pedone del bianco · c5 pedone del bianco · e5 pedone del bianco | d6 pedone del bianco · c5 pedone del bianco · e5 pedone del bianco | 6 |
| 5 | d6 pedone del bianco · c5 pedone del bianco · e5 pedone del bianco | d6 pedone del bianco · c5 pedone del bianco · e5 pedone del bianco | d6 pedone del bianco · c5 pedone del bianco · e5 pedone del bianco | d6 pedone del bianco · c5 pedone del bianco · e5 pedone del bianco | d6 pedone del bianco · c5 pedone del bianco · e5 pedone del bianco | d6 pedone del bianco · c5 pedone del bianco · e5 pedone del bianco | d6 pedone del bianco · c5 pedone del bianco · e5 pedone del bianco | d6 pedone del bianco · c5 pedone del bianco · e5 pedone del bianco | 5 |
| 4 | d6 pedone del bianco · c5 pedone del bianco · e5 pedone del bianco | d6 pedone del bianco · c5 pedone del bianco · e5 pedone del bianco | d6 pedone del bianco · c5 pedone del bianco · e5 pedone del bianco | d6 pedone del bianco · c5 pedone del bianco · e5 pedone del bianco | d6 pedone del bianco · c5 pedone del bianco · e5 pedone del bianco | d6 pedone del bianco · c5 pedone del bianco · e5 pedone del bianco | d6 pedone del bianco · c5 pedone del bianco · e5 pedone del bianco | d6 pedone del bianco · c5 pedone del bianco · e5 pedone del bianco | 4 |
| 3 | d6 pedone del bianco · c5 pedone del bianco · e5 pedone del bianco | d6 pedone del bianco · c5 pedone del bianco · e5 pedone del bianco | d6 pedone del bianco · c5 pedone del bianco · e5 pedone del bianco | d6 pedone del bianco · c5 pedone del bianco · e5 pedone del bianco | d6 pedone del bianco · c5 pedone del bianco · e5 pedone del bianco | d6 pedone del bianco · c5 pedone del bianco · e5 pedone del bianco | d6 pedone del bianco · c5 pedone del bianco · e5 pedone del bianco | d6 pedone del bianco · c5 pedone del bianco · e5 pedone del bianco | 3 |
| 2 | d6 pedone del bianco · c5 pedone del bianco · e5 pedone del bianco | d6 pedone del bianco · c5 pedone del bianco · e5 pedone del bianco | d6 pedone del bianco · c5 pedone del bianco · e5 pedone del bianco | d6 pedone del bianco · c5 pedone del bianco · e5 pedone del bianco | d6 pedone del bianco · c5 pedone del bianco · e5 pedone del bianco | d6 pedone del bianco · c5 pedone del bianco · e5 pedone del bianco | d6 pedone del bianco · c5 pedone del bianco · e5 pedone del bianco | d6 pedone del bianco · c5 pedone del bianco · e5 pedone del bianco | 2 |
| 1 | d6 pedone del bianco · c5 pedone del bianco · e5 pedone del bianco | d6 pedone del bianco · c5 pedone del bianco · e5 pedone del bianco | d6 pedone del bianco · c5 pedone del bianco · e5 pedone del bianco | d6 pedone del bianco · c5 pedone del bianco · e5 pedone del bianco | d6 pedone del bianco · c5 pedone del bianco · e5 pedone del bianco | d6 pedone del bianco · c5 pedone del bianco · e5 pedone del bianco | d6 pedone del bianco · c5 pedone del bianco · e5 pedone del bianco | d6 pedone del bianco · c5 pedone del bianco · e5 pedone del bianco | 1 |
|   | a                                                                  | b                                                                  | c                                                                  | d                                                                  | e                                                                  | f                                                                  | g                                                                  | h                                                                  |   |

Un cuneo di pedoni è una formazione di tre pedoni di cui due laterali sulla stessa traversa e quello centrale avanzato di un passo, in modo da essere difeso dagli altri:
Il cuneo di pedoni è una formazione piuttosto forte e molto valida in fase offensiva, perché la punta è ben difesa, può subire due cambi con pedoni avversari senza cadere e, se il cuneo è in posizione avanzata, controlla case importanti all'interno del territorio avversario, limitandone l'attività.
Per quanto riguarda l'ambito difensivo, si tratta di una struttura piuttosto solida anche sotto questo punto di vista, posto però che si riescano a controllare le case immediatamente davanti ai pedoni-base, nel nostro caso c6 ed e6, che sono deboli proprio per l'avanzamento della punta, che le lascia indifese.
Per questo, quando si realizza il fianchetto, che dal punto di vista strutturale è appunto un cuneo, è fondamentale collocare al centro della base un Alfiere, che si trova il raggio d'azione libero e che contribuisce a proteggere dall'incursione di eventuali pezzi avversari proprio sulle due case deboli. Il lato debole del cuneo è che, avendo due basi separate, è necessario proteggerle adeguatamente, soprattutto se si trovano su colonne semi-aperte, dove possono subire attacchi frontali da parte dei pezzi pesanti avversari.

### D) Impedonatura
|   | a | b | c | d | e | f | g | h |   |
| 8 | c6 pedone del bianco · c5 pedone del bianco · h5 pedone del bianco · h4 pedone del bianco · h2 pedone del bianco | c6 pedone del bianco · c5 pedone del bianco · h5 pedone del bianco · h4 pedone del bianco · h2 pedone del bianco | c6 pedone del bianco · c5 pedone del bianco · h5 pedone del bianco · h4 pedone del bianco · h2 pedone del bianco | c6 pedone del bianco · c5 pedone del bianco · h5 pedone del bianco · h4 pedone del bianco · h2 pedone del bianco | c6 pedone del bianco · c5 pedone del bianco · h5 pedone del bianco · h4 pedone del bianco · h2 pedone del bianco | c6 pedone del bianco · c5 pedone del bianco · h5 pedone del bianco · h4 pedone del bianco · h2 pedone del bianco | c6 pedone del bianco · c5 pedone del bianco · h5 pedone del bianco · h4 pedone del bianco · h2 pedone del bianco | c6 pedone del bianco · c5 pedone del bianco · h5 pedone del bianco · h4 pedone del bianco · h2 pedone del bianco | 8 |
| 7 | c6 pedone del bianco · c5 pedone del bianco · h5 pedone del bianco · h4 pedone del bianco · h2 pedone del bianco | c6 pedone del bianco · c5 pedone del bianco · h5 pedone del bianco · h4 pedone del bianco · h2 pedone del bianco | c6 pedone del bianco · c5 pedone del bianco · h5 pedone del bianco · h4 pedone del bianco · h2 pedone del bianco | c6 pedone del bianco · c5 pedone del bianco · h5 pedone del bianco · h4 pedone del bianco · h2 pedone del bianco | c6 pedone del bianco · c5 pedone del bianco · h5 pedone del bianco · h4 pedone del bianco · h2 pedone del bianco | c6 pedone del bianco · c5 pedone del bianco · h5 pedone del bianco · h4 pedone del bianco · h2 pedone del bianco | c6 pedone del bianco · c5 pedone del bianco · h5 pedone del bianco · h4 pedone del bianco · h2 pedone del bianco | c6 pedone del bianco · c5 pedone del bianco · h5 pedone del bianco · h4 pedone del bianco · h2 pedone del bianco | 7 |
| 6 | c6 pedone del bianco · c5 pedone del bianco · h5 pedone del bianco · h4 pedone del bianco · h2 pedone del bianco | c6 pedone del bianco · c5 pedone del bianco · h5 pedone del bianco · h4 pedone del bianco · h2 pedone del bianco | c6 pedone del bianco · c5 pedone del bianco · h5 pedone del bianco · h4 pedone del bianco · h2 pedone del bianco | c6 pedone del bianco · c5 pedone del bianco · h5 pedone del bianco · h4 pedone del bianco · h2 pedone del bianco | c6 pedone del bianco · c5 pedone del bianco · h5 pedone del bianco · h4 pedone del bianco · h2 pedone del bianco | c6 pedone del bianco · c5 pedone del bianco · h5 pedone del bianco · h4 pedone del bianco · h2 pedone del bianco | c6 pedone del bianco · c5 pedone del bianco · h5 pedone del bianco · h4 pedone del bianco · h2 pedone del bianco | c6 pedone del bianco · c5 pedone del bianco · h5 pedone del bianco · h4 pedone del bianco · h2 pedone del bianco | 6 |
| 5 | c6 pedone del bianco · c5 pedone del bianco · h5 pedone del bianco · h4 pedone del bianco · h2 pedone del bianco | c6 pedone del bianco · c5 pedone del bianco · h5 pedone del bianco · h4 pedone del bianco · h2 pedone del bianco | c6 pedone del bianco · c5 pedone del bianco · h5 pedone del bianco · h4 pedone del bianco · h2 pedone del bianco | c6 pedone del bianco · c5 pedone del bianco · h5 pedone del bianco · h4 pedone del bianco · h2 pedone del bianco | c6 pedone del bianco · c5 pedone del bianco · h5 pedone del bianco · h4 pedone del bianco · h2 pedone del bianco | c6 pedone del bianco · c5 pedone del bianco · h5 pedone del bianco · h4 pedone del bianco · h2 pedone del bianco | c6 pedone del bianco · c5 pedone del bianco · h5 pedone del bianco · h4 pedone del bianco · h2 pedone del bianco | c6 pedone del bianco · c5 pedone del bianco · h5 pedone del bianco · h4 pedone del bianco · h2 pedone del bianco | 5 |
| 4 | c6 pedone del bianco · c5 pedone del bianco · h5 pedone del bianco · h4 pedone del bianco · h2 pedone del bianco | c6 pedone del bianco · c5 pedone del bianco · h5 pedone del bianco · h4 pedone del bianco · h2 pedone del bianco | c6 pedone del bianco · c5 pedone del bianco · h5 pedone del bianco · h4 pedone del bianco · h2 pedone del bianco | c6 pedone del bianco · c5 pedone del bianco · h5 pedone del bianco · h4 pedone del bianco · h2 pedone del bianco | c6 pedone del bianco · c5 pedone del bianco · h5 pedone del bianco · h4 pedone del bianco · h2 pedone del bianco | c6 pedone del bianco · c5 pedone del bianco · h5 pedone del bianco · h4 pedone del bianco · h2 pedone del bianco | c6 pedone del bianco · c5 pedone del bianco · h5 pedone del bianco · h4 pedone del bianco · h2 pedone del bianco | c6 pedone del bianco · c5 pedone del bianco · h5 pedone del bianco · h4 pedone del bianco · h2 pedone del bianco | 4 |
| 3 | c6 pedone del bianco · c5 pedone del bianco · h5 pedone del bianco · h4 pedone del bianco · h2 pedone del bianco | c6 pedone del bianco · c5 pedone del bianco · h5 pedone del bianco · h4 pedone del bianco · h2 pedone del bianco | c6 pedone del bianco · c5 pedone del bianco · h5 pedone del bianco · h4 pedone del bianco · h2 pedone del bianco | c6 pedone del bianco · c5 pedone del bianco · h5 pedone del bianco · h4 pedone del bianco · h2 pedone del bianco | c6 pedone del bianco · c5 pedone del bianco · h5 pedone del bianco · h4 pedone del bianco · h2 pedone del bianco | c6 pedone del bianco · c5 pedone del bianco · h5 pedone del bianco · h4 pedone del bianco · h2 pedone del bianco | c6 pedone del bianco · c5 pedone del bianco · h5 pedone del bianco · h4 pedone del bianco · h2 pedone del bianco | c6 pedone del bianco · c5 pedone del bianco · h5 pedone del bianco · h4 pedone del bianco · h2 pedone del bianco | 3 |
| 2 | c6 pedone del bianco · c5 pedone del bianco · h5 pedone del bianco · h4 pedone del bianco · h2 pedone del bianco | c6 pedone del bianco · c5 pedone del bianco · h5 pedone del bianco · h4 pedone del bianco · h2 pedone del bianco | c6 pedone del bianco · c5 pedone del bianco · h5 pedone del bianco · h4 pedone del bianco · h2 pedone del bianco | c6 pedone del bianco · c5 pedone del bianco · h5 pedone del bianco · h4 pedone del bianco · h2 pedone del bianco | c6 pedone del bianco · c5 pedone del bianco · h5 pedone del bianco · h4 pedone del bianco · h2 pedone del bianco | c6 pedone del bianco · c5 pedone del bianco · h5 pedone del bianco · h4 pedone del bianco · h2 pedone del bianco | c6 pedone del bianco · c5 pedone del bianco · h5 pedone del bianco · h4 pedone del bianco · h2 pedone del bianco | c6 pedone del bianco · c5 pedone del bianco · h5 pedone del bianco · h4 pedone del bianco · h2 pedone del bianco | 2 |
| 1 | c6 pedone del bianco · c5 pedone del bianco · h5 pedone del bianco · h4 pedone del bianco · h2 pedone del bianco | c6 pedone del bianco · c5 pedone del bianco · h5 pedone del bianco · h4 pedone del bianco · h2 pedone del bianco | c6 pedone del bianco · c5 pedone del bianco · h5 pedone del bianco · h4 pedone del bianco · h2 pedone del bianco | c6 pedone del bianco · c5 pedone del bianco · h5 pedone del bianco · h4 pedone del bianco · h2 pedone del bianco | c6 pedone del bianco · c5 pedone del bianco · h5 pedone del bianco · h4 pedone del bianco · h2 pedone del bianco | c6 pedone del bianco · c5 pedone del bianco · h5 pedone del bianco · h4 pedone del bianco · h2 pedone del bianco | c6 pedone del bianco · c5 pedone del bianco · h5 pedone del bianco · h4 pedone del bianco · h2 pedone del bianco | c6 pedone del bianco · c5 pedone del bianco · h5 pedone del bianco · h4 pedone del bianco · h2 pedone del bianco | 1 |
|   | a | b | c | d | e | f | g | h |   |

Per impedonatura si intende la presenza di due o più pedoni dello stesso esercito su una stessa colonna. Tale formazione costituisce una debolezza strutturale, in quanto i pedoni impedonati (o "doppiati") non possono aiutarsi fra loro e quello più arretrato è limitato da quello avanzato.
Il principale problema nel difendere il pedone più avanzato è che spesso non può ricevere adeguato sostegno dalle retrovie, proprio a causa della presenza del collega arretrato. Anche in attacco, due pedoni doppiati non riescono a costituire un fronte esteso e si comportano quasi come se fossero un solo pedone. Generalmente è relativamente facile che si creino impedonature composte di due pedoni, nel corso dell'apertura o del mediogioco; è abbastanza raro, invece, che siano ben 3 i pedoni a trovarsi sulla medesima colonna. 
Due pedoni doppiati ed anche isolati costituiscono una debolezza gravissima, dal punto di vista strutturale, mentre la presenza di un terzo pedone in una colonna adiacente può in parte "limitare i danni", dato che, spesso, in tale circostanza è possibile difendere il pedone più avanzato dell'impedonatura proprio tramite il terzo pedone.

### E) Stonewall
|   | a                                                                  | b                                                                  | c                                                                  | d                                                                  | e                                                                  | f                                                                  | g                                                                  | h                                                                  |   |
| 8 | c5 pedone del bianco · e5 pedone del bianco · d4 pedone del bianco | c5 pedone del bianco · e5 pedone del bianco · d4 pedone del bianco | c5 pedone del bianco · e5 pedone del bianco · d4 pedone del bianco | c5 pedone del bianco · e5 pedone del bianco · d4 pedone del bianco | c5 pedone del bianco · e5 pedone del bianco · d4 pedone del bianco | c5 pedone del bianco · e5 pedone del bianco · d4 pedone del bianco | c5 pedone del bianco · e5 pedone del bianco · d4 pedone del bianco | c5 pedone del bianco · e5 pedone del bianco · d4 pedone del bianco | 8 |
| 7 | c5 pedone del bianco · e5 pedone del bianco · d4 pedone del bianco | c5 pedone del bianco · e5 pedone del bianco · d4 pedone del bianco | c5 pedone del bianco · e5 pedone del bianco · d4 pedone del bianco | c5 pedone del bianco · e5 pedone del bianco · d4 pedone del bianco | c5 pedone del bianco · e5 pedone del bianco · d4 pedone del bianco | c5 pedone del bianco · e5 pedone del bianco · d4 pedone del bianco | c5 pedone del bianco · e5 pedone del bianco · d4 pedone del bianco | c5 pedone del bianco · e5 pedone del bianco · d4 pedone del bianco | 7 |
| 6 | c5 pedone del bianco · e5 pedone del bianco · d4 pedone del bianco | c5 pedone del bianco · e5 pedone del bianco · d4 pedone del bianco | c5 pedone del bianco · e5 pedone del bianco · d4 pedone del bianco | c5 pedone del bianco · e5 pedone del bianco · d4 pedone del bianco | c5 pedone del bianco · e5 pedone del bianco · d4 pedone del bianco | c5 pedone del bianco · e5 pedone del bianco · d4 pedone del bianco | c5 pedone del bianco · e5 pedone del bianco · d4 pedone del bianco | c5 pedone del bianco · e5 pedone del bianco · d4 pedone del bianco | 6 |
| 5 | c5 pedone del bianco · e5 pedone del bianco · d4 pedone del bianco | c5 pedone del bianco · e5 pedone del bianco · d4 pedone del bianco | c5 pedone del bianco · e5 pedone del bianco · d4 pedone del bianco | c5 pedone del bianco · e5 pedone del bianco · d4 pedone del bianco | c5 pedone del bianco · e5 pedone del bianco · d4 pedone del bianco | c5 pedone del bianco · e5 pedone del bianco · d4 pedone del bianco | c5 pedone del bianco · e5 pedone del bianco · d4 pedone del bianco | c5 pedone del bianco · e5 pedone del bianco · d4 pedone del bianco | 5 |
| 4 | c5 pedone del bianco · e5 pedone del bianco · d4 pedone del bianco | c5 pedone del bianco · e5 pedone del bianco · d4 pedone del bianco | c5 pedone del bianco · e5 pedone del bianco · d4 pedone del bianco | c5 pedone del bianco · e5 pedone del bianco · d4 pedone del bianco | c5 pedone del bianco · e5 pedone del bianco · d4 pedone del bianco | c5 pedone del bianco · e5 pedone del bianco · d4 pedone del bianco | c5 pedone del bianco · e5 pedone del bianco · d4 pedone del bianco | c5 pedone del bianco · e5 pedone del bianco · d4 pedone del bianco | 4 |
| 3 | c5 pedone del bianco · e5 pedone del bianco · d4 pedone del bianco | c5 pedone del bianco · e5 pedone del bianco · d4 pedone del bianco | c5 pedone del bianco · e5 pedone del bianco · d4 pedone del bianco | c5 pedone del bianco · e5 pedone del bianco · d4 pedone del bianco | c5 pedone del bianco · e5 pedone del bianco · d4 pedone del bianco | c5 pedone del bianco · e5 pedone del bianco · d4 pedone del bianco | c5 pedone del bianco · e5 pedone del bianco · d4 pedone del bianco | c5 pedone del bianco · e5 pedone del bianco · d4 pedone del bianco | 3 |
| 2 | c5 pedone del bianco · e5 pedone del bianco · d4 pedone del bianco | c5 pedone del bianco · e5 pedone del bianco · d4 pedone del bianco | c5 pedone del bianco · e5 pedone del bianco · d4 pedone del bianco | c5 pedone del bianco · e5 pedone del bianco · d4 pedone del bianco | c5 pedone del bianco · e5 pedone del bianco · d4 pedone del bianco | c5 pedone del bianco · e5 pedone del bianco · d4 pedone del bianco | c5 pedone del bianco · e5 pedone del bianco · d4 pedone del bianco | c5 pedone del bianco · e5 pedone del bianco · d4 pedone del bianco | 2 |
| 1 | c5 pedone del bianco · e5 pedone del bianco · d4 pedone del bianco | c5 pedone del bianco · e5 pedone del bianco · d4 pedone del bianco | c5 pedone del bianco · e5 pedone del bianco · d4 pedone del bianco | c5 pedone del bianco · e5 pedone del bianco · d4 pedone del bianco | c5 pedone del bianco · e5 pedone del bianco · d4 pedone del bianco | c5 pedone del bianco · e5 pedone del bianco · d4 pedone del bianco | c5 pedone del bianco · e5 pedone del bianco · d4 pedone del bianco | c5 pedone del bianco · e5 pedone del bianco · d4 pedone del bianco | 1 |
|   | a                                                                  | b                                                                  | c                                                                  | d                                                                  | e                                                                  | f                                                                  | g                                                                  | h                                                                  |   |

Esiste anche un'ulteriore configurazione, chiamata Stonewall:
Questa struttura è l'esatto opposto del cuneo di pedoni. Al contrario di quest'ultimo, la base è costituita da un unico pedone, quindi più facile da difendere, mentre ci sono due punte, entrambe difese ma meno solide rispetto al cuneo; in caso di attacco da parte di pedoni avversari, dopo uno scambio la formazione a "v" si trasforma in due pedoni isolati.
Dal punto di vista difensivo, è una delle migliori strutture per resistere all'urto dei pedoni avversari, ad esempio, quando questi avanzano per tentare di creare un pedone libero da portare a promozione.
Per quanto riguarda la parte offensiva, indubbiamente lo Stonewall controlla un buon numero di case all'interno del territorio avversario, sicuramente maggiore rispetto al cuneo.

### F) Pedoni in linea
|   | a                                                                  | b                                                                  | c                                                                  | d                                                                  | e                                                                  | f                                                                  | g                                                                  | h                                                                  |   |
| 8 | c4 pedone del bianco · d4 pedone del bianco · e4 pedone del bianco | c4 pedone del bianco · d4 pedone del bianco · e4 pedone del bianco | c4 pedone del bianco · d4 pedone del bianco · e4 pedone del bianco | c4 pedone del bianco · d4 pedone del bianco · e4 pedone del bianco | c4 pedone del bianco · d4 pedone del bianco · e4 pedone del bianco | c4 pedone del bianco · d4 pedone del bianco · e4 pedone del bianco | c4 pedone del bianco · d4 pedone del bianco · e4 pedone del bianco | c4 pedone del bianco · d4 pedone del bianco · e4 pedone del bianco | 8 |
| 7 | c4 pedone del bianco · d4 pedone del bianco · e4 pedone del bianco | c4 pedone del bianco · d4 pedone del bianco · e4 pedone del bianco | c4 pedone del bianco · d4 pedone del bianco · e4 pedone del bianco | c4 pedone del bianco · d4 pedone del bianco · e4 pedone del bianco | c4 pedone del bianco · d4 pedone del bianco · e4 pedone del bianco | c4 pedone del bianco · d4 pedone del bianco · e4 pedone del bianco | c4 pedone del bianco · d4 pedone del bianco · e4 pedone del bianco | c4 pedone del bianco · d4 pedone del bianco · e4 pedone del bianco | 7 |
| 6 | c4 pedone del bianco · d4 pedone del bianco · e4 pedone del bianco | c4 pedone del bianco · d4 pedone del bianco · e4 pedone del bianco | c4 pedone del bianco · d4 pedone del bianco · e4 pedone del bianco | c4 pedone del bianco · d4 pedone del bianco · e4 pedone del bianco | c4 pedone del bianco · d4 pedone del bianco · e4 pedone del bianco | c4 pedone del bianco · d4 pedone del bianco · e4 pedone del bianco | c4 pedone del bianco · d4 pedone del bianco · e4 pedone del bianco | c4 pedone del bianco · d4 pedone del bianco · e4 pedone del bianco | 6 |
| 5 | c4 pedone del bianco · d4 pedone del bianco · e4 pedone del bianco | c4 pedone del bianco · d4 pedone del bianco · e4 pedone del bianco | c4 pedone del bianco · d4 pedone del bianco · e4 pedone del bianco | c4 pedone del bianco · d4 pedone del bianco · e4 pedone del bianco | c4 pedone del bianco · d4 pedone del bianco · e4 pedone del bianco | c4 pedone del bianco · d4 pedone del bianco · e4 pedone del bianco | c4 pedone del bianco · d4 pedone del bianco · e4 pedone del bianco | c4 pedone del bianco · d4 pedone del bianco · e4 pedone del bianco | 5 |
| 4 | c4 pedone del bianco · d4 pedone del bianco · e4 pedone del bianco | c4 pedone del bianco · d4 pedone del bianco · e4 pedone del bianco | c4 pedone del bianco · d4 pedone del bianco · e4 pedone del bianco | c4 pedone del bianco · d4 pedone del bianco · e4 pedone del bianco | c4 pedone del bianco · d4 pedone del bianco · e4 pedone del bianco | c4 pedone del bianco · d4 pedone del bianco · e4 pedone del bianco | c4 pedone del bianco · d4 pedone del bianco · e4 pedone del bianco | c4 pedone del bianco · d4 pedone del bianco · e4 pedone del bianco | 4 |
| 3 | c4 pedone del bianco · d4 pedone del bianco · e4 pedone del bianco | c4 pedone del bianco · d4 pedone del bianco · e4 pedone del bianco | c4 pedone del bianco · d4 pedone del bianco · e4 pedone del bianco | c4 pedone del bianco · d4 pedone del bianco · e4 pedone del bianco | c4 pedone del bianco · d4 pedone del bianco · e4 pedone del bianco | c4 pedone del bianco · d4 pedone del bianco · e4 pedone del bianco | c4 pedone del bianco · d4 pedone del bianco · e4 pedone del bianco | c4 pedone del bianco · d4 pedone del bianco · e4 pedone del bianco | 3 |
| 2 | c4 pedone del bianco · d4 pedone del bianco · e4 pedone del bianco | c4 pedone del bianco · d4 pedone del bianco · e4 pedone del bianco | c4 pedone del bianco · d4 pedone del bianco · e4 pedone del bianco | c4 pedone del bianco · d4 pedone del bianco · e4 pedone del bianco | c4 pedone del bianco · d4 pedone del bianco · e4 pedone del bianco | c4 pedone del bianco · d4 pedone del bianco · e4 pedone del bianco | c4 pedone del bianco · d4 pedone del bianco · e4 pedone del bianco | c4 pedone del bianco · d4 pedone del bianco · e4 pedone del bianco | 2 |
| 1 | c4 pedone del bianco · d4 pedone del bianco · e4 pedone del bianco | c4 pedone del bianco · d4 pedone del bianco · e4 pedone del bianco | c4 pedone del bianco · d4 pedone del bianco · e4 pedone del bianco | c4 pedone del bianco · d4 pedone del bianco · e4 pedone del bianco | c4 pedone del bianco · d4 pedone del bianco · e4 pedone del bianco | c4 pedone del bianco · d4 pedone del bianco · e4 pedone del bianco | c4 pedone del bianco · d4 pedone del bianco · e4 pedone del bianco | c4 pedone del bianco · d4 pedone del bianco · e4 pedone del bianco | 1 |
|   | a                                                                  | b                                                                  | c                                                                  | d                                                                  | e                                                                  | f                                                                  | g                                                                  | h                                                                  |   |

Questa formazione consiste nel posizionamento di due o più pedoni sulla stessa riga. La formazione dei pedoni in linea è già presente nella posizione iniziale, quando tutti si trovano sulla stessa traversa, davanti ai propri pezzi alleati. In tale fase, la linea di pedoni ostacola seriamente lo sviluppo dei pezzi ed è per questo che, nella maggior parte delle aperture, alcuni pedoni centrali vengono spostati in avanti.
Per contro, i pedoni in linea costituiscono nella maggior parte dei casi la migliore formazione difensiva per il Re, dopo l'arrocco, in quanto si trovano alla massima distanza possibile dai pedoni avversari, controllano tutte le case immediatamente davanti alla traversa su cui si trovano e non presentano varchi che i pezzi nemici possano sfruttare.
Nel finale i pedoni in linea costituiscono una barriera invalicabile per il Re avversario e possono rivelarsi molto utili per limitare le mosse dei pezzi nemici.

## Quadrato del pedone
Il 'quadrato del pedone', detto anche 'regola del quadrato', si applica a casi riconducibili a Re e pedone contro Re, consentendo di verificare se il pedone è in grado di arrivare a promozione da solo senza che il Re avversario sia in grado di fermarlo. Tale regola afferma: «Il pedone può sempre essere promosso se, al suo muovere, il Re avversario si trova al di fuori del quadrato di cui il pedone stesso è un vertice, il cui lato è dato dalla distanza del pedone dalla casa di promozione». 
|   | a | b | c | d | e | f | g | h |   |
| 8 | c8 cerchio bianco · d8 cerchio bianco · e8 cerchio bianco · f8 cerchio bianco · c7 cerchio bianco · d7 cerchio bianco · e7 cerchio bianco · f7 cerchio bianco · c6 cerchio bianco · d6 cerchio bianco · e6 cerchio bianco · f6 cerchio bianco · c5 pedone del bianco · d5 cerchio bianco · e5 cerchio bianco · f5 cerchio bianco · g5 re del nero · b1 re del bianco | c8 cerchio bianco · d8 cerchio bianco · e8 cerchio bianco · f8 cerchio bianco · c7 cerchio bianco · d7 cerchio bianco · e7 cerchio bianco · f7 cerchio bianco · c6 cerchio bianco · d6 cerchio bianco · e6 cerchio bianco · f6 cerchio bianco · c5 pedone del bianco · d5 cerchio bianco · e5 cerchio bianco · f5 cerchio bianco · g5 re del nero · b1 re del bianco | c8 cerchio bianco · d8 cerchio bianco · e8 cerchio bianco · f8 cerchio bianco · c7 cerchio bianco · d7 cerchio bianco · e7 cerchio bianco · f7 cerchio bianco · c6 cerchio bianco · d6 cerchio bianco · e6 cerchio bianco · f6 cerchio bianco · c5 pedone del bianco · d5 cerchio bianco · e5 cerchio bianco · f5 cerchio bianco · g5 re del nero · b1 re del bianco | c8 cerchio bianco · d8 cerchio bianco · e8 cerchio bianco · f8 cerchio bianco · c7 cerchio bianco · d7 cerchio bianco · e7 cerchio bianco · f7 cerchio bianco · c6 cerchio bianco · d6 cerchio bianco · e6 cerchio bianco · f6 cerchio bianco · c5 pedone del bianco · d5 cerchio bianco · e5 cerchio bianco · f5 cerchio bianco · g5 re del nero · b1 re del bianco | c8 cerchio bianco · d8 cerchio bianco · e8 cerchio bianco · f8 cerchio bianco · c7 cerchio bianco · d7 cerchio bianco · e7 cerchio bianco · f7 cerchio bianco · c6 cerchio bianco · d6 cerchio bianco · e6 cerchio bianco · f6 cerchio bianco · c5 pedone del bianco · d5 cerchio bianco · e5 cerchio bianco · f5 cerchio bianco · g5 re del nero · b1 re del bianco | c8 cerchio bianco · d8 cerchio bianco · e8 cerchio bianco · f8 cerchio bianco · c7 cerchio bianco · d7 cerchio bianco · e7 cerchio bianco · f7 cerchio bianco · c6 cerchio bianco · d6 cerchio bianco · e6 cerchio bianco · f6 cerchio bianco · c5 pedone del bianco · d5 cerchio bianco · e5 cerchio bianco · f5 cerchio bianco · g5 re del nero · b1 re del bianco | c8 cerchio bianco · d8 cerchio bianco · e8 cerchio bianco · f8 cerchio bianco · c7 cerchio bianco · d7 cerchio bianco · e7 cerchio bianco · f7 cerchio bianco · c6 cerchio bianco · d6 cerchio bianco · e6 cerchio bianco · f6 cerchio bianco · c5 pedone del bianco · d5 cerchio bianco · e5 cerchio bianco · f5 cerchio bianco · g5 re del nero · b1 re del bianco | c8 cerchio bianco · d8 cerchio bianco · e8 cerchio bianco · f8 cerchio bianco · c7 cerchio bianco · d7 cerchio bianco · e7 cerchio bianco · f7 cerchio bianco · c6 cerchio bianco · d6 cerchio bianco · e6 cerchio bianco · f6 cerchio bianco · c5 pedone del bianco · d5 cerchio bianco · e5 cerchio bianco · f5 cerchio bianco · g5 re del nero · b1 re del bianco | 8 |
| 7 | c8 cerchio bianco · d8 cerchio bianco · e8 cerchio bianco · f8 cerchio bianco · c7 cerchio bianco · d7 cerchio bianco · e7 cerchio bianco · f7 cerchio bianco · c6 cerchio bianco · d6 cerchio bianco · e6 cerchio bianco · f6 cerchio bianco · c5 pedone del bianco · d5 cerchio bianco · e5 cerchio bianco · f5 cerchio bianco · g5 re del nero · b1 re del bianco | c8 cerchio bianco · d8 cerchio bianco · e8 cerchio bianco · f8 cerchio bianco · c7 cerchio bianco · d7 cerchio bianco · e7 cerchio bianco · f7 cerchio bianco · c6 cerchio bianco · d6 cerchio bianco · e6 cerchio bianco · f6 cerchio bianco · c5 pedone del bianco · d5 cerchio bianco · e5 cerchio bianco · f5 cerchio bianco · g5 re del nero · b1 re del bianco | c8 cerchio bianco · d8 cerchio bianco · e8 cerchio bianco · f8 cerchio bianco · c7 cerchio bianco · d7 cerchio bianco · e7 cerchio bianco · f7 cerchio bianco · c6 cerchio bianco · d6 cerchio bianco · e6 cerchio bianco · f6 cerchio bianco · c5 pedone del bianco · d5 cerchio bianco · e5 cerchio bianco · f5 cerchio bianco · g5 re del nero · b1 re del bianco | c8 cerchio bianco · d8 cerchio bianco · e8 cerchio bianco · f8 cerchio bianco · c7 cerchio bianco · d7 cerchio bianco · e7 cerchio bianco · f7 cerchio bianco · c6 cerchio bianco · d6 cerchio bianco · e6 cerchio bianco · f6 cerchio bianco · c5 pedone del bianco · d5 cerchio bianco · e5 cerchio bianco · f5 cerchio bianco · g5 re del nero · b1 re del bianco | c8 cerchio bianco · d8 cerchio bianco · e8 cerchio bianco · f8 cerchio bianco · c7 cerchio bianco · d7 cerchio bianco · e7 cerchio bianco · f7 cerchio bianco · c6 cerchio bianco · d6 cerchio bianco · e6 cerchio bianco · f6 cerchio bianco · c5 pedone del bianco · d5 cerchio bianco · e5 cerchio bianco · f5 cerchio bianco · g5 re del nero · b1 re del bianco | c8 cerchio bianco · d8 cerchio bianco · e8 cerchio bianco · f8 cerchio bianco · c7 cerchio bianco · d7 cerchio bianco · e7 cerchio bianco · f7 cerchio bianco · c6 cerchio bianco · d6 cerchio bianco · e6 cerchio bianco · f6 cerchio bianco · c5 pedone del bianco · d5 cerchio bianco · e5 cerchio bianco · f5 cerchio bianco · g5 re del nero · b1 re del bianco | c8 cerchio bianco · d8 cerchio bianco · e8 cerchio bianco · f8 cerchio bianco · c7 cerchio bianco · d7 cerchio bianco · e7 cerchio bianco · f7 cerchio bianco · c6 cerchio bianco · d6 cerchio bianco · e6 cerchio bianco · f6 cerchio bianco · c5 pedone del bianco · d5 cerchio bianco · e5 cerchio bianco · f5 cerchio bianco · g5 re del nero · b1 re del bianco | c8 cerchio bianco · d8 cerchio bianco · e8 cerchio bianco · f8 cerchio bianco · c7 cerchio bianco · d7 cerchio bianco · e7 cerchio bianco · f7 cerchio bianco · c6 cerchio bianco · d6 cerchio bianco · e6 cerchio bianco · f6 cerchio bianco · c5 pedone del bianco · d5 cerchio bianco · e5 cerchio bianco · f5 cerchio bianco · g5 re del nero · b1 re del bianco | 7 |
| 6 | c8 cerchio bianco · d8 cerchio bianco · e8 cerchio bianco · f8 cerchio bianco · c7 cerchio bianco · d7 cerchio bianco · e7 cerchio bianco · f7 cerchio bianco · c6 cerchio bianco · d6 cerchio bianco · e6 cerchio bianco · f6 cerchio bianco · c5 pedone del bianco · d5 cerchio bianco · e5 cerchio bianco · f5 cerchio bianco · g5 re del nero · b1 re del bianco | c8 cerchio bianco · d8 cerchio bianco · e8 cerchio bianco · f8 cerchio bianco · c7 cerchio bianco · d7 cerchio bianco · e7 cerchio bianco · f7 cerchio bianco · c6 cerchio bianco · d6 cerchio bianco · e6 cerchio bianco · f6 cerchio bianco · c5 pedone del bianco · d5 cerchio bianco · e5 cerchio bianco · f5 cerchio bianco · g5 re del nero · b1 re del bianco | c8 cerchio bianco · d8 cerchio bianco · e8 cerchio bianco · f8 cerchio bianco · c7 cerchio bianco · d7 cerchio bianco · e7 cerchio bianco · f7 cerchio bianco · c6 cerchio bianco · d6 cerchio bianco · e6 cerchio bianco · f6 cerchio bianco · c5 pedone del bianco · d5 cerchio bianco · e5 cerchio bianco · f5 cerchio bianco · g5 re del nero · b1 re del bianco | c8 cerchio bianco · d8 cerchio bianco · e8 cerchio bianco · f8 cerchio bianco · c7 cerchio bianco · d7 cerchio bianco · e7 cerchio bianco · f7 cerchio bianco · c6 cerchio bianco · d6 cerchio bianco · e6 cerchio bianco · f6 cerchio bianco · c5 pedone del bianco · d5 cerchio bianco · e5 cerchio bianco · f5 cerchio bianco · g5 re del nero · b1 re del bianco | c8 cerchio bianco · d8 cerchio bianco · e8 cerchio bianco · f8 cerchio bianco · c7 cerchio bianco · d7 cerchio bianco · e7 cerchio bianco · f7 cerchio bianco · c6 cerchio bianco · d6 cerchio bianco · e6 cerchio bianco · f6 cerchio bianco · c5 pedone del bianco · d5 cerchio bianco · e5 cerchio bianco · f5 cerchio bianco · g5 re del nero · b1 re del bianco | c8 cerchio bianco · d8 cerchio bianco · e8 cerchio bianco · f8 cerchio bianco · c7 cerchio bianco · d7 cerchio bianco · e7 cerchio bianco · f7 cerchio bianco · c6 cerchio bianco · d6 cerchio bianco · e6 cerchio bianco · f6 cerchio bianco · c5 pedone del bianco · d5 cerchio bianco · e5 cerchio bianco · f5 cerchio bianco · g5 re del nero · b1 re del bianco | c8 cerchio bianco · d8 cerchio bianco · e8 cerchio bianco · f8 cerchio bianco · c7 cerchio bianco · d7 cerchio bianco · e7 cerchio bianco · f7 cerchio bianco · c6 cerchio bianco · d6 cerchio bianco · e6 cerchio bianco · f6 cerchio bianco · c5 pedone del bianco · d5 cerchio bianco · e5 cerchio bianco · f5 cerchio bianco · g5 re del nero · b1 re del bianco | c8 cerchio bianco · d8 cerchio bianco · e8 cerchio bianco · f8 cerchio bianco · c7 cerchio bianco · d7 cerchio bianco · e7 cerchio bianco · f7 cerchio bianco · c6 cerchio bianco · d6 cerchio bianco · e6 cerchio bianco · f6 cerchio bianco · c5 pedone del bianco · d5 cerchio bianco · e5 cerchio bianco · f5 cerchio bianco · g5 re del nero · b1 re del bianco | 6 |
| 5 | c8 cerchio bianco · d8 cerchio bianco · e8 cerchio bianco · f8 cerchio bianco · c7 cerchio bianco · d7 cerchio bianco · e7 cerchio bianco · f7 cerchio bianco · c6 cerchio bianco · d6 cerchio bianco · e6 cerchio bianco · f6 cerchio bianco · c5 pedone del bianco · d5 cerchio bianco · e5 cerchio bianco · f5 cerchio bianco · g5 re del nero · b1 re del bianco | c8 cerchio bianco · d8 cerchio bianco · e8 cerchio bianco · f8 cerchio bianco · c7 cerchio bianco · d7 cerchio bianco · e7 cerchio bianco · f7 cerchio bianco · c6 cerchio bianco · d6 cerchio bianco · e6 cerchio bianco · f6 cerchio bianco · c5 pedone del bianco · d5 cerchio bianco · e5 cerchio bianco · f5 cerchio bianco · g5 re del nero · b1 re del bianco | c8 cerchio bianco · d8 cerchio bianco · e8 cerchio bianco · f8 cerchio bianco · c7 cerchio bianco · d7 cerchio bianco · e7 cerchio bianco · f7 cerchio bianco · c6 cerchio bianco · d6 cerchio bianco · e6 cerchio bianco · f6 cerchio bianco · c5 pedone del bianco · d5 cerchio bianco · e5 cerchio bianco · f5 cerchio bianco · g5 re del nero · b1 re del bianco | c8 cerchio bianco · d8 cerchio bianco · e8 cerchio bianco · f8 cerchio bianco · c7 cerchio bianco · d7 cerchio bianco · e7 cerchio bianco · f7 cerchio bianco · c6 cerchio bianco · d6 cerchio bianco · e6 cerchio bianco · f6 cerchio bianco · c5 pedone del bianco · d5 cerchio bianco · e5 cerchio bianco · f5 cerchio bianco · g5 re del nero · b1 re del bianco | c8 cerchio bianco · d8 cerchio bianco · e8 cerchio bianco · f8 cerchio bianco · c7 cerchio bianco · d7 cerchio bianco · e7 cerchio bianco · f7 cerchio bianco · c6 cerchio bianco · d6 cerchio bianco · e6 cerchio bianco · f6 cerchio bianco · c5 pedone del bianco · d5 cerchio bianco · e5 cerchio bianco · f5 cerchio bianco · g5 re del nero · b1 re del bianco | c8 cerchio bianco · d8 cerchio bianco · e8 cerchio bianco · f8 cerchio bianco · c7 cerchio bianco · d7 cerchio bianco · e7 cerchio bianco · f7 cerchio bianco · c6 cerchio bianco · d6 cerchio bianco · e6 cerchio bianco · f6 cerchio bianco · c5 pedone del bianco · d5 cerchio bianco · e5 cerchio bianco · f5 cerchio bianco · g5 re del nero · b1 re del bianco | c8 cerchio bianco · d8 cerchio bianco · e8 cerchio bianco · f8 cerchio bianco · c7 cerchio bianco · d7 cerchio bianco · e7 cerchio bianco · f7 cerchio bianco · c6 cerchio bianco · d6 cerchio bianco · e6 cerchio bianco · f6 cerchio bianco · c5 pedone del bianco · d5 cerchio bianco · e5 cerchio bianco · f5 cerchio bianco · g5 re del nero · b1 re del bianco | c8 cerchio bianco · d8 cerchio bianco · e8 cerchio bianco · f8 cerchio bianco · c7 cerchio bianco · d7 cerchio bianco · e7 cerchio bianco · f7 cerchio bianco · c6 cerchio bianco · d6 cerchio bianco · e6 cerchio bianco · f6 cerchio bianco · c5 pedone del bianco · d5 cerchio bianco · e5 cerchio bianco · f5 cerchio bianco · g5 re del nero · b1 re del bianco | 5 |
| 4 | c8 cerchio bianco · d8 cerchio bianco · e8 cerchio bianco · f8 cerchio bianco · c7 cerchio bianco · d7 cerchio bianco · e7 cerchio bianco · f7 cerchio bianco · c6 cerchio bianco · d6 cerchio bianco · e6 cerchio bianco · f6 cerchio bianco · c5 pedone del bianco · d5 cerchio bianco · e5 cerchio bianco · f5 cerchio bianco · g5 re del nero · b1 re del bianco | c8 cerchio bianco · d8 cerchio bianco · e8 cerchio bianco · f8 cerchio bianco · c7 cerchio bianco · d7 cerchio bianco · e7 cerchio bianco · f7 cerchio bianco · c6 cerchio bianco · d6 cerchio bianco · e6 cerchio bianco · f6 cerchio bianco · c5 pedone del bianco · d5 cerchio bianco · e5 cerchio bianco · f5 cerchio bianco · g5 re del nero · b1 re del bianco | c8 cerchio bianco · d8 cerchio bianco · e8 cerchio bianco · f8 cerchio bianco · c7 cerchio bianco · d7 cerchio bianco · e7 cerchio bianco · f7 cerchio bianco · c6 cerchio bianco · d6 cerchio bianco · e6 cerchio bianco · f6 cerchio bianco · c5 pedone del bianco · d5 cerchio bianco · e5 cerchio bianco · f5 cerchio bianco · g5 re del nero · b1 re del bianco | c8 cerchio bianco · d8 cerchio bianco · e8 cerchio bianco · f8 cerchio bianco · c7 cerchio bianco · d7 cerchio bianco · e7 cerchio bianco · f7 cerchio bianco · c6 cerchio bianco · d6 cerchio bianco · e6 cerchio bianco · f6 cerchio bianco · c5 pedone del bianco · d5 cerchio bianco · e5 cerchio bianco · f5 cerchio bianco · g5 re del nero · b1 re del bianco | c8 cerchio bianco · d8 cerchio bianco · e8 cerchio bianco · f8 cerchio bianco · c7 cerchio bianco · d7 cerchio bianco · e7 cerchio bianco · f7 cerchio bianco · c6 cerchio bianco · d6 cerchio bianco · e6 cerchio bianco · f6 cerchio bianco · c5 pedone del bianco · d5 cerchio bianco · e5 cerchio bianco · f5 cerchio bianco · g5 re del nero · b1 re del bianco | c8 cerchio bianco · d8 cerchio bianco · e8 cerchio bianco · f8 cerchio bianco · c7 cerchio bianco · d7 cerchio bianco · e7 cerchio bianco · f7 cerchio bianco · c6 cerchio bianco · d6 cerchio bianco · e6 cerchio bianco · f6 cerchio bianco · c5 pedone del bianco · d5 cerchio bianco · e5 cerchio bianco · f5 cerchio bianco · g5 re del nero · b1 re del bianco | c8 cerchio bianco · d8 cerchio bianco · e8 cerchio bianco · f8 cerchio bianco · c7 cerchio bianco · d7 cerchio bianco · e7 cerchio bianco · f7 cerchio bianco · c6 cerchio bianco · d6 cerchio bianco · e6 cerchio bianco · f6 cerchio bianco · c5 pedone del bianco · d5 cerchio bianco · e5 cerchio bianco · f5 cerchio bianco · g5 re del nero · b1 re del bianco | c8 cerchio bianco · d8 cerchio bianco · e8 cerchio bianco · f8 cerchio bianco · c7 cerchio bianco · d7 cerchio bianco · e7 cerchio bianco · f7 cerchio bianco · c6 cerchio bianco · d6 cerchio bianco · e6 cerchio bianco · f6 cerchio bianco · c5 pedone del bianco · d5 cerchio bianco · e5 cerchio bianco · f5 cerchio bianco · g5 re del nero · b1 re del bianco | 4 |
| 3 | c8 cerchio bianco · d8 cerchio bianco · e8 cerchio bianco · f8 cerchio bianco · c7 cerchio bianco · d7 cerchio bianco · e7 cerchio bianco · f7 cerchio bianco · c6 cerchio bianco · d6 cerchio bianco · e6 cerchio bianco · f6 cerchio bianco · c5 pedone del bianco · d5 cerchio bianco · e5 cerchio bianco · f5 cerchio bianco · g5 re del nero · b1 re del bianco | c8 cerchio bianco · d8 cerchio bianco · e8 cerchio bianco · f8 cerchio bianco · c7 cerchio bianco · d7 cerchio bianco · e7 cerchio bianco · f7 cerchio bianco · c6 cerchio bianco · d6 cerchio bianco · e6 cerchio bianco · f6 cerchio bianco · c5 pedone del bianco · d5 cerchio bianco · e5 cerchio bianco · f5 cerchio bianco · g5 re del nero · b1 re del bianco | c8 cerchio bianco · d8 cerchio bianco · e8 cerchio bianco · f8 cerchio bianco · c7 cerchio bianco · d7 cerchio bianco · e7 cerchio bianco · f7 cerchio bianco · c6 cerchio bianco · d6 cerchio bianco · e6 cerchio bianco · f6 cerchio bianco · c5 pedone del bianco · d5 cerchio bianco · e5 cerchio bianco · f5 cerchio bianco · g5 re del nero · b1 re del bianco | c8 cerchio bianco · d8 cerchio bianco · e8 cerchio bianco · f8 cerchio bianco · c7 cerchio bianco · d7 cerchio bianco · e7 cerchio bianco · f7 cerchio bianco · c6 cerchio bianco · d6 cerchio bianco · e6 cerchio bianco · f6 cerchio bianco · c5 pedone del bianco · d5 cerchio bianco · e5 cerchio bianco · f5 cerchio bianco · g5 re del nero · b1 re del bianco | c8 cerchio bianco · d8 cerchio bianco · e8 cerchio bianco · f8 cerchio bianco · c7 cerchio bianco · d7 cerchio bianco · e7 cerchio bianco · f7 cerchio bianco · c6 cerchio bianco · d6 cerchio bianco · e6 cerchio bianco · f6 cerchio bianco · c5 pedone del bianco · d5 cerchio bianco · e5 cerchio bianco · f5 cerchio bianco · g5 re del nero · b1 re del bianco | c8 cerchio bianco · d8 cerchio bianco · e8 cerchio bianco · f8 cerchio bianco · c7 cerchio bianco · d7 cerchio bianco · e7 cerchio bianco · f7 cerchio bianco · c6 cerchio bianco · d6 cerchio bianco · e6 cerchio bianco · f6 cerchio bianco · c5 pedone del bianco · d5 cerchio bianco · e5 cerchio bianco · f5 cerchio bianco · g5 re del nero · b1 re del bianco | c8 cerchio bianco · d8 cerchio bianco · e8 cerchio bianco · f8 cerchio bianco · c7 cerchio bianco · d7 cerchio bianco · e7 cerchio bianco · f7 cerchio bianco · c6 cerchio bianco · d6 cerchio bianco · e6 cerchio bianco · f6 cerchio bianco · c5 pedone del bianco · d5 cerchio bianco · e5 cerchio bianco · f5 cerchio bianco · g5 re del nero · b1 re del bianco | c8 cerchio bianco · d8 cerchio bianco · e8 cerchio bianco · f8 cerchio bianco · c7 cerchio bianco · d7 cerchio bianco · e7 cerchio bianco · f7 cerchio bianco · c6 cerchio bianco · d6 cerchio bianco · e6 cerchio bianco · f6 cerchio bianco · c5 pedone del bianco · d5 cerchio bianco · e5 cerchio bianco · f5 cerchio bianco · g5 re del nero · b1 re del bianco | 3 |
| 2 | c8 cerchio bianco · d8 cerchio bianco · e8 cerchio bianco · f8 cerchio bianco · c7 cerchio bianco · d7 cerchio bianco · e7 cerchio bianco · f7 cerchio bianco · c6 cerchio bianco · d6 cerchio bianco · e6 cerchio bianco · f6 cerchio bianco · c5 pedone del bianco · d5 cerchio bianco · e5 cerchio bianco · f5 cerchio bianco · g5 re del nero · b1 re del bianco | c8 cerchio bianco · d8 cerchio bianco · e8 cerchio bianco · f8 cerchio bianco · c7 cerchio bianco · d7 cerchio bianco · e7 cerchio bianco · f7 cerchio bianco · c6 cerchio bianco · d6 cerchio bianco · e6 cerchio bianco · f6 cerchio bianco · c5 pedone del bianco · d5 cerchio bianco · e5 cerchio bianco · f5 cerchio bianco · g5 re del nero · b1 re del bianco | c8 cerchio bianco · d8 cerchio bianco · e8 cerchio bianco · f8 cerchio bianco · c7 cerchio bianco · d7 cerchio bianco · e7 cerchio bianco · f7 cerchio bianco · c6 cerchio bianco · d6 cerchio bianco · e6 cerchio bianco · f6 cerchio bianco · c5 pedone del bianco · d5 cerchio bianco · e5 cerchio bianco · f5 cerchio bianco · g5 re del nero · b1 re del bianco | c8 cerchio bianco · d8 cerchio bianco · e8 cerchio bianco · f8 cerchio bianco · c7 cerchio bianco · d7 cerchio bianco · e7 cerchio bianco · f7 cerchio bianco · c6 cerchio bianco · d6 cerchio bianco · e6 cerchio bianco · f6 cerchio bianco · c5 pedone del bianco · d5 cerchio bianco · e5 cerchio bianco · f5 cerchio bianco · g5 re del nero · b1 re del bianco | c8 cerchio bianco · d8 cerchio bianco · e8 cerchio bianco · f8 cerchio bianco · c7 cerchio bianco · d7 cerchio bianco · e7 cerchio bianco · f7 cerchio bianco · c6 cerchio bianco · d6 cerchio bianco · e6 cerchio bianco · f6 cerchio bianco · c5 pedone del bianco · d5 cerchio bianco · e5 cerchio bianco · f5 cerchio bianco · g5 re del nero · b1 re del bianco | c8 cerchio bianco · d8 cerchio bianco · e8 cerchio bianco · f8 cerchio bianco · c7 cerchio bianco · d7 cerchio bianco · e7 cerchio bianco · f7 cerchio bianco · c6 cerchio bianco · d6 cerchio bianco · e6 cerchio bianco · f6 cerchio bianco · c5 pedone del bianco · d5 cerchio bianco · e5 cerchio bianco · f5 cerchio bianco · g5 re del nero · b1 re del bianco | c8 cerchio bianco · d8 cerchio bianco · e8 cerchio bianco · f8 cerchio bianco · c7 cerchio bianco · d7 cerchio bianco · e7 cerchio bianco · f7 cerchio bianco · c6 cerchio bianco · d6 cerchio bianco · e6 cerchio bianco · f6 cerchio bianco · c5 pedone del bianco · d5 cerchio bianco · e5 cerchio bianco · f5 cerchio bianco · g5 re del nero · b1 re del bianco | c8 cerchio bianco · d8 cerchio bianco · e8 cerchio bianco · f8 cerchio bianco · c7 cerchio bianco · d7 cerchio bianco · e7 cerchio bianco · f7 cerchio bianco · c6 cerchio bianco · d6 cerchio bianco · e6 cerchio bianco · f6 cerchio bianco · c5 pedone del bianco · d5 cerchio bianco · e5 cerchio bianco · f5 cerchio bianco · g5 re del nero · b1 re del bianco | 2 |
| 1 | c8 cerchio bianco · d8 cerchio bianco · e8 cerchio bianco · f8 cerchio bianco · c7 cerchio bianco · d7 cerchio bianco · e7 cerchio bianco · f7 cerchio bianco · c6 cerchio bianco · d6 cerchio bianco · e6 cerchio bianco · f6 cerchio bianco · c5 pedone del bianco · d5 cerchio bianco · e5 cerchio bianco · f5 cerchio bianco · g5 re del nero · b1 re del bianco | c8 cerchio bianco · d8 cerchio bianco · e8 cerchio bianco · f8 cerchio bianco · c7 cerchio bianco · d7 cerchio bianco · e7 cerchio bianco · f7 cerchio bianco · c6 cerchio bianco · d6 cerchio bianco · e6 cerchio bianco · f6 cerchio bianco · c5 pedone del bianco · d5 cerchio bianco · e5 cerchio bianco · f5 cerchio bianco · g5 re del nero · b1 re del bianco | c8 cerchio bianco · d8 cerchio bianco · e8 cerchio bianco · f8 cerchio bianco · c7 cerchio bianco · d7 cerchio bianco · e7 cerchio bianco · f7 cerchio bianco · c6 cerchio bianco · d6 cerchio bianco · e6 cerchio bianco · f6 cerchio bianco · c5 pedone del bianco · d5 cerchio bianco · e5 cerchio bianco · f5 cerchio bianco · g5 re del nero · b1 re del bianco | c8 cerchio bianco · d8 cerchio bianco · e8 cerchio bianco · f8 cerchio bianco · c7 cerchio bianco · d7 cerchio bianco · e7 cerchio bianco · f7 cerchio bianco · c6 cerchio bianco · d6 cerchio bianco · e6 cerchio bianco · f6 cerchio bianco · c5 pedone del bianco · d5 cerchio bianco · e5 cerchio bianco · f5 cerchio bianco · g5 re del nero · b1 re del bianco | c8 cerchio bianco · d8 cerchio bianco · e8 cerchio bianco · f8 cerchio bianco · c7 cerchio bianco · d7 cerchio bianco · e7 cerchio bianco · f7 cerchio bianco · c6 cerchio bianco · d6 cerchio bianco · e6 cerchio bianco · f6 cerchio bianco · c5 pedone del bianco · d5 cerchio bianco · e5 cerchio bianco · f5 cerchio bianco · g5 re del nero · b1 re del bianco | c8 cerchio bianco · d8 cerchio bianco · e8 cerchio bianco · f8 cerchio bianco · c7 cerchio bianco · d7 cerchio bianco · e7 cerchio bianco · f7 cerchio bianco · c6 cerchio bianco · d6 cerchio bianco · e6 cerchio bianco · f6 cerchio bianco · c5 pedone del bianco · d5 cerchio bianco · e5 cerchio bianco · f5 cerchio bianco · g5 re del nero · b1 re del bianco | c8 cerchio bianco · d8 cerchio bianco · e8 cerchio bianco · f8 cerchio bianco · c7 cerchio bianco · d7 cerchio bianco · e7 cerchio bianco · f7 cerchio bianco · c6 cerchio bianco · d6 cerchio bianco · e6 cerchio bianco · f6 cerchio bianco · c5 pedone del bianco · d5 cerchio bianco · e5 cerchio bianco · f5 cerchio bianco · g5 re del nero · b1 re del bianco | c8 cerchio bianco · d8 cerchio bianco · e8 cerchio bianco · f8 cerchio bianco · c7 cerchio bianco · d7 cerchio bianco · e7 cerchio bianco · f7 cerchio bianco · c6 cerchio bianco · d6 cerchio bianco · e6 cerchio bianco · f6 cerchio bianco · c5 pedone del bianco · d5 cerchio bianco · e5 cerchio bianco · f5 cerchio bianco · g5 re del nero · b1 re del bianco | 1 |
|   | a | b | c | d | e | f | g | h |   |